# Przysieki
Przysieki – wieś w Polsce położona w województwie podkarpackim, w powiecie jasielskim, w gminie Skołyszyn. Miejscowość leży nad rzeką Ropą przy drodze krajowej 28 i linii kolejowej nr 108 ze stacją Przysieki.
| SIMC    | Nazwa       | Rodzaj    |
| ------- | ----------- | --------- |
| 0360218 | Granice     | część wsi |
| 0360247 | Przysieczki | część wsi |
| 0360224 | Ślewczyna   | część wsi |
| 0360230 | Tłoki       | część wsi |

W Przysiekach żyła Zuzanna Stusowska (1866–1973), która w latach 1970. była najstarszą mieszkanką Polski.
1 grudnia 2014 minęło 650 lat od założenia wsi.

## Środowisko

### Położenie geograficzne
Przysieki leżą w Obniżeniu Gorlickim (513,66) i częściowo na Pogórzu Jasielskim na Pogórzu Karpackim w południowo-wschodniej Polsce.
Stanowią wschodnią część gminy Skołyszyn i graniczą od wschodu z Trzcinicą i Osobnicą (gmina Jasło), od południa z Harklową i Pustą Wolą, z zachodu z Siedliskami Sławęcińskimi i od północy z Bączalem Dolnym – te wsie z gminy Skołyszyn.
Najbliższymi miastami są Jasło (województwo podkarpackie) w odległości 9 km na wschód i Biecz (województwo małopolskie) odległy o 12 km na zachód.
Środkowa część wsi to rozległa kotlina ciągnąca się wzdłuż przepływającej z zachodu na wschód rzeki Ropy, która osiąga maksymalną szerokość około 1,7 km o średniej wysokości w granicach 235–240 m. Rzeka Ropa ma tu charakter rzeki nizinnej o średnim spadku około 0,1%, o dość leniwym nurcie głębokim od 0,5 do 1,5 m i korycie szerokim na 20–30 m.
Północ i południe wsi to teren pagórkowaty. Tuż przy granicy z Harklową znajduje się najwyższe wzniesienie wsi. Jest to stabilizowany i oznaczony betonową wieżą punkt triangulacyjny nr 708 o wysokości 347,79 m. Powierzchnia wsi wynosi 620,3 ha i stanowi 7,9% obszaru gminy.

### Warunki naturalne
Pod względem geologicznym teren wsi pokrywają mało odporne na erozję trzeciorzędowe piaskowce i łupki krośnieńskie pokryte madami i żwirami rzecznymi Ropy. Najżyźniejsze gleby występują w pasie nadrzecznym i są to mady brunatne. Przeważają gleby pseudobielicowe i brunatne właściwe przeważnie IV klasy bonitacyjnej. Parametry warunków klimatycznych zbliżone są do terenów podgórskich. Średnia temperatura roczna waha się w granicach 7,5–7,8 °C i najwyższa jest lipcu około 18 °C, a najniższa w styczniu. Suma opadów rocznych mieści się w przedziale 671–755 mm z największym nasileniem w czerwcu i sierpniu. Okres wegetacyjny wynosi od 203 do 208 dni. Dolina Ropy wywołuje dość częste zjawisko inwersji temperatur. Lasy położone głównie na północy i południu miejscowości zajmują niewielką powierzchnię.

### Ochrona środowiska
W Przysiekach znajduje się fragment specjalnego obszaru ochrony siedlisk w ramach sieci Natura 2000 o nazwie „Wisłoka z dopływami”. Oznaczony kodem PLH 180052 obejmuje obszar koryta rzeki Ropy wraz z wiklinami nadrzecznymi. W Ropie występuje 21 gatunków ryb z dominacją klenia, a znacznym udziałem brzany i lipienia.
 Środowisko – galeria 

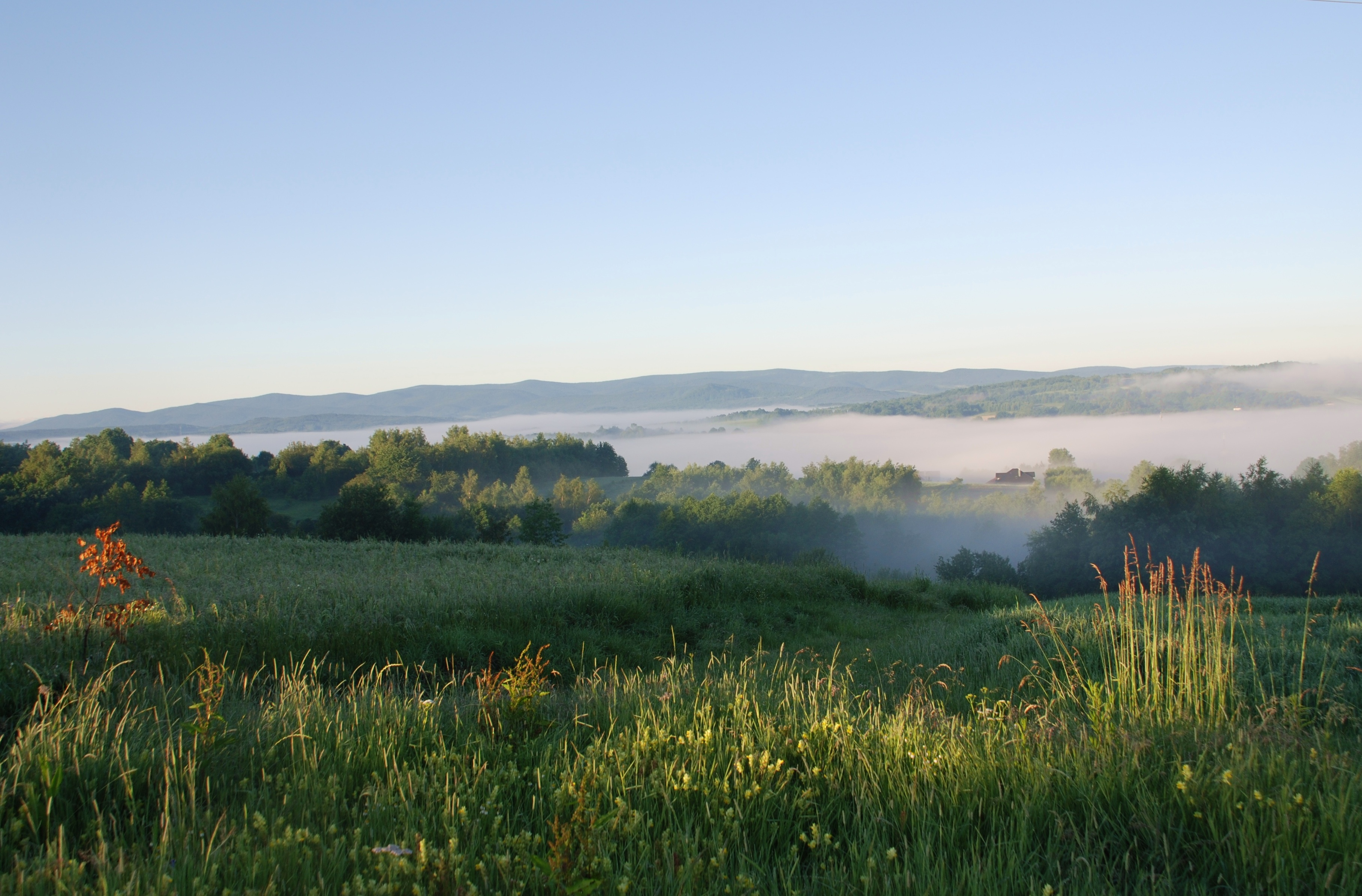
Widok na wieś od strony wschodniej
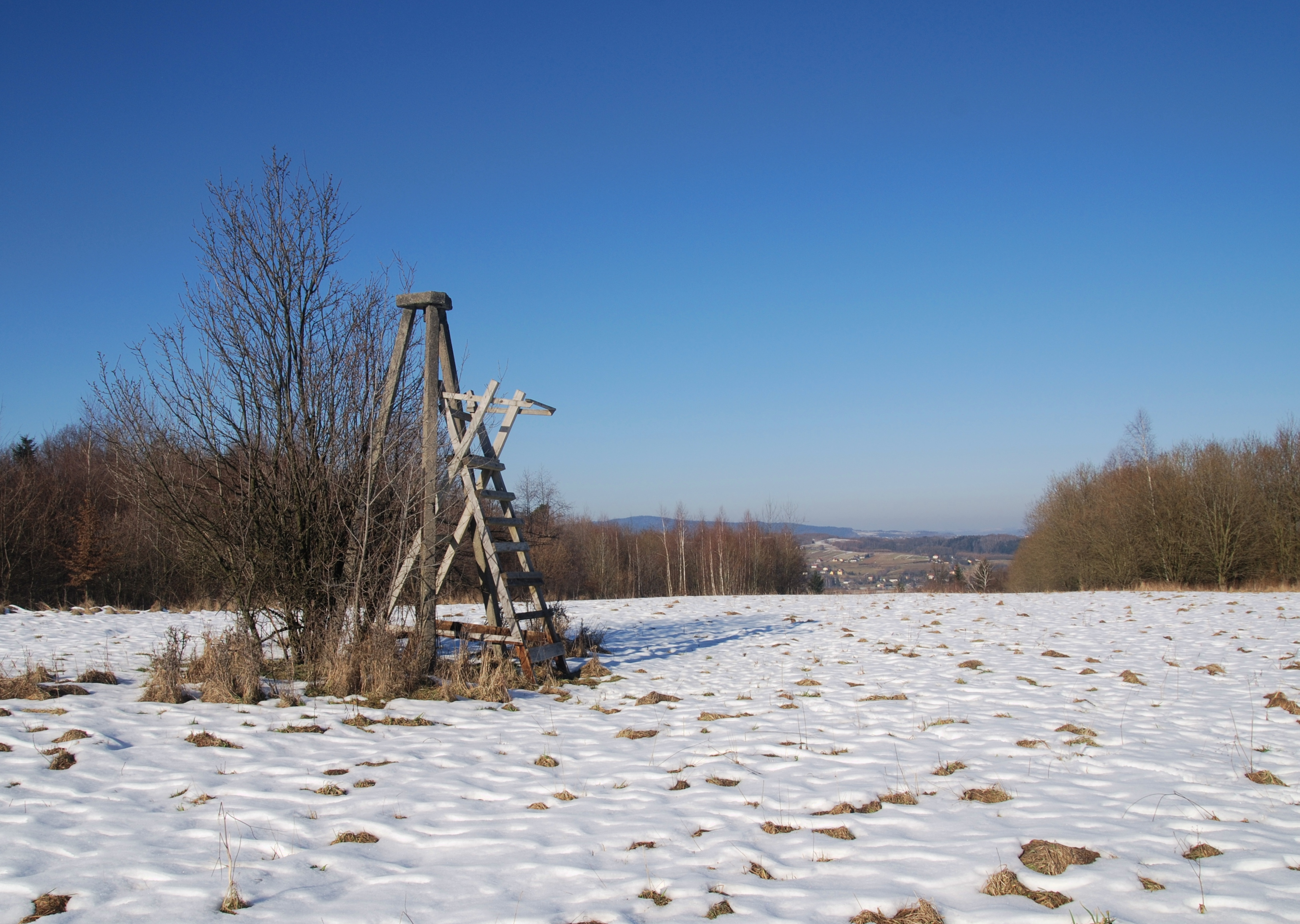
Przysieczki, najwyższe wzniesienie wsi – 347,79 m
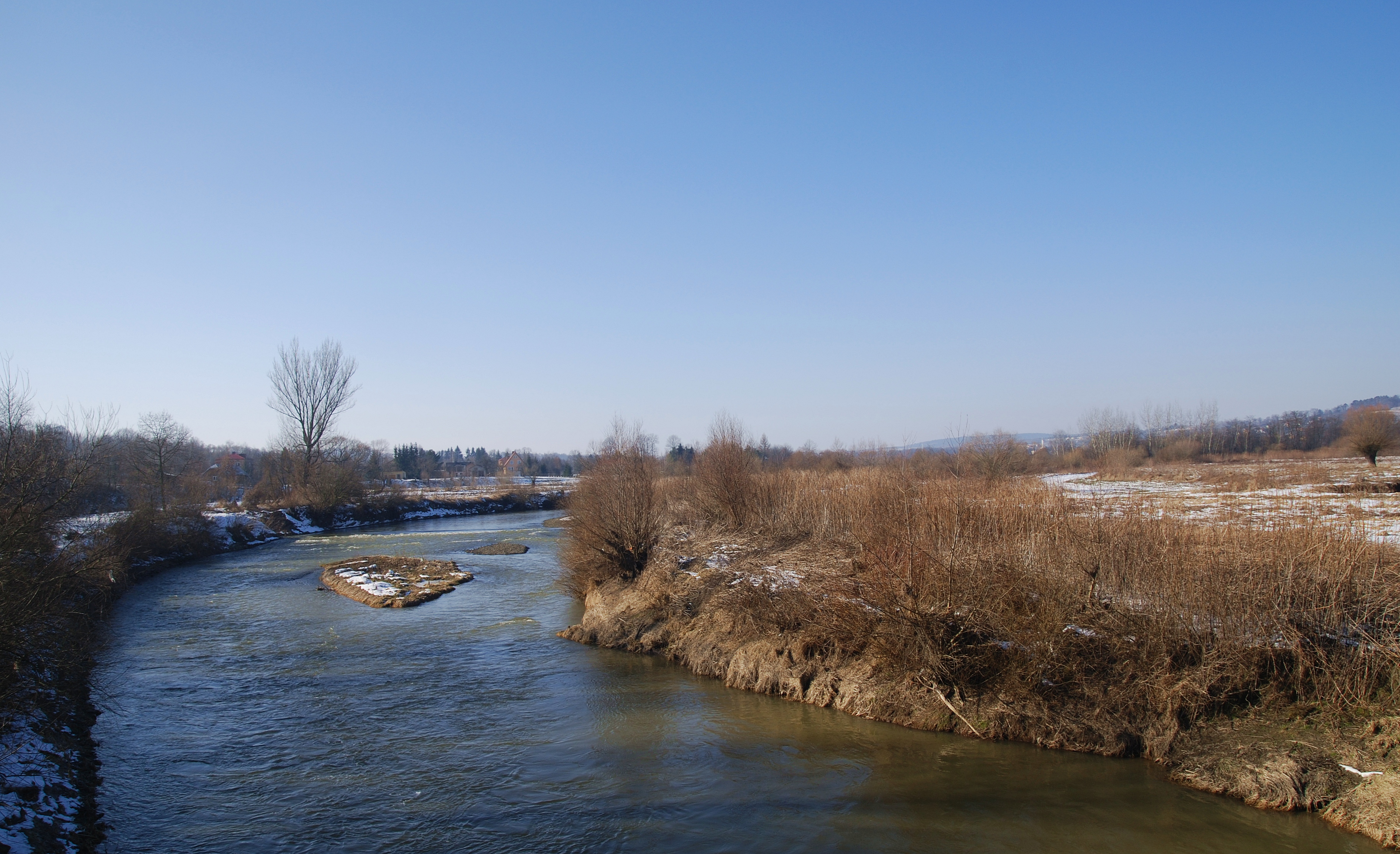
Ropa w Przysiekach – obszar Natura 2000
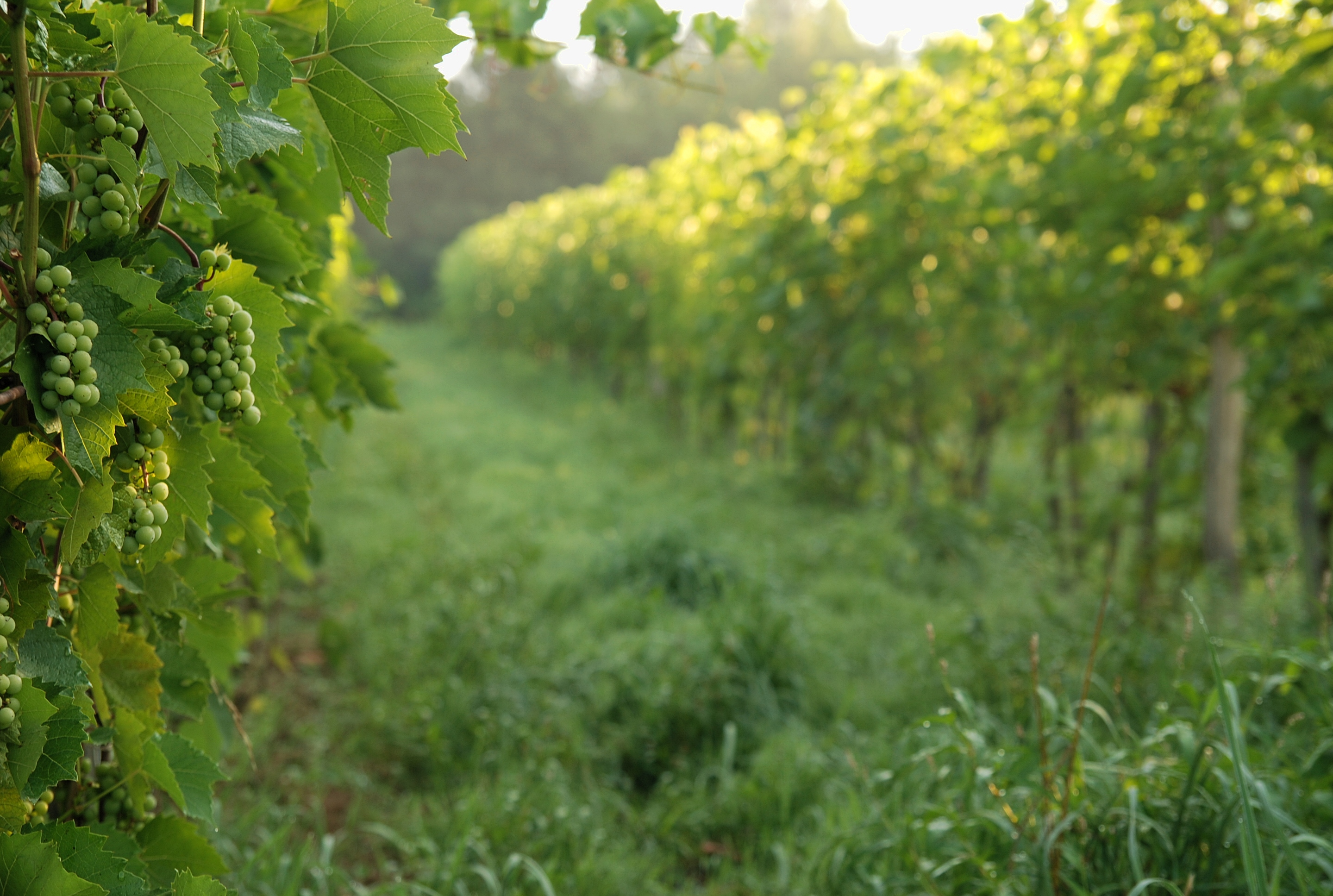
Na winnicy „Dwie Granice”
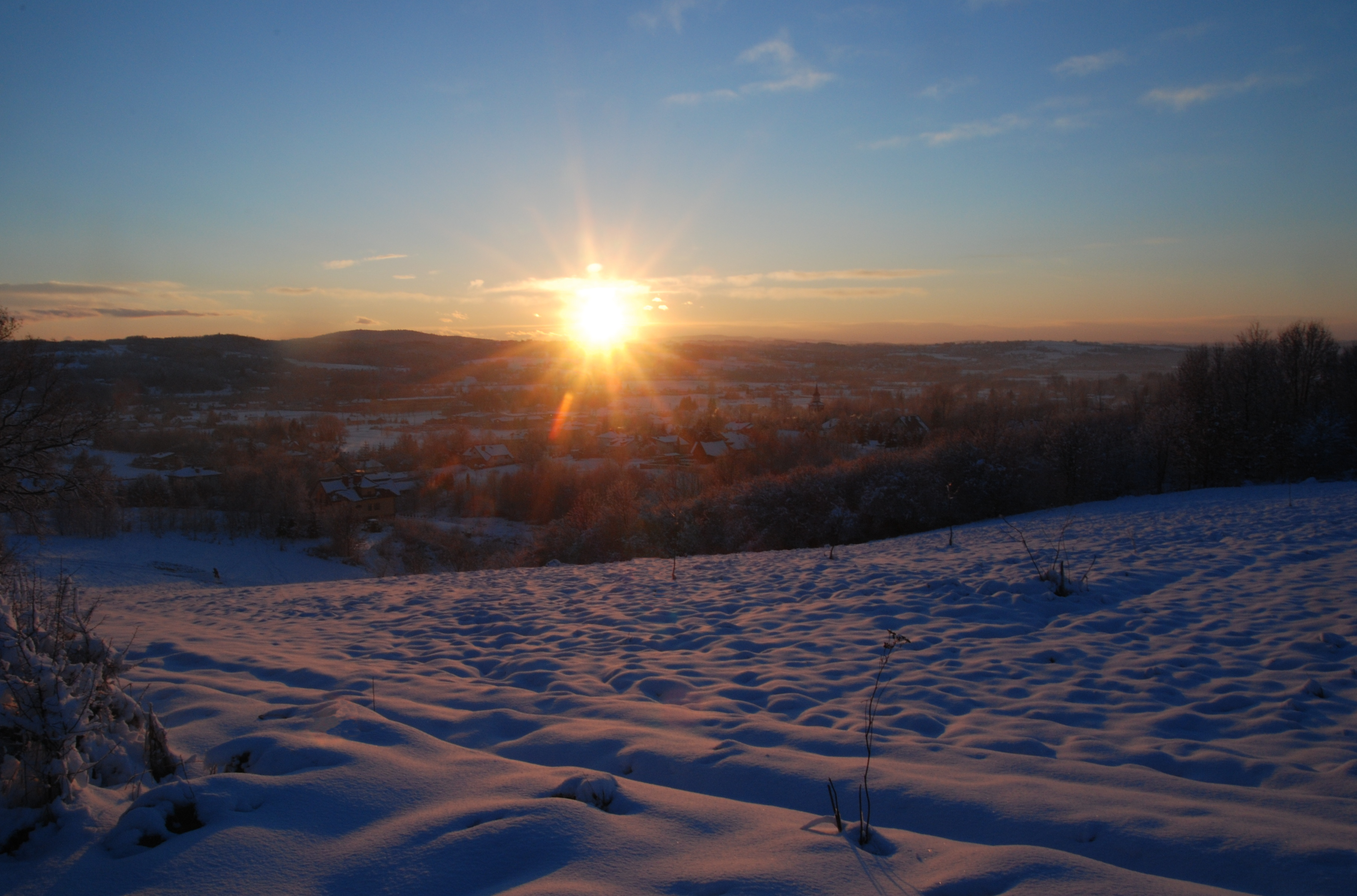
Zima w Przysiekach
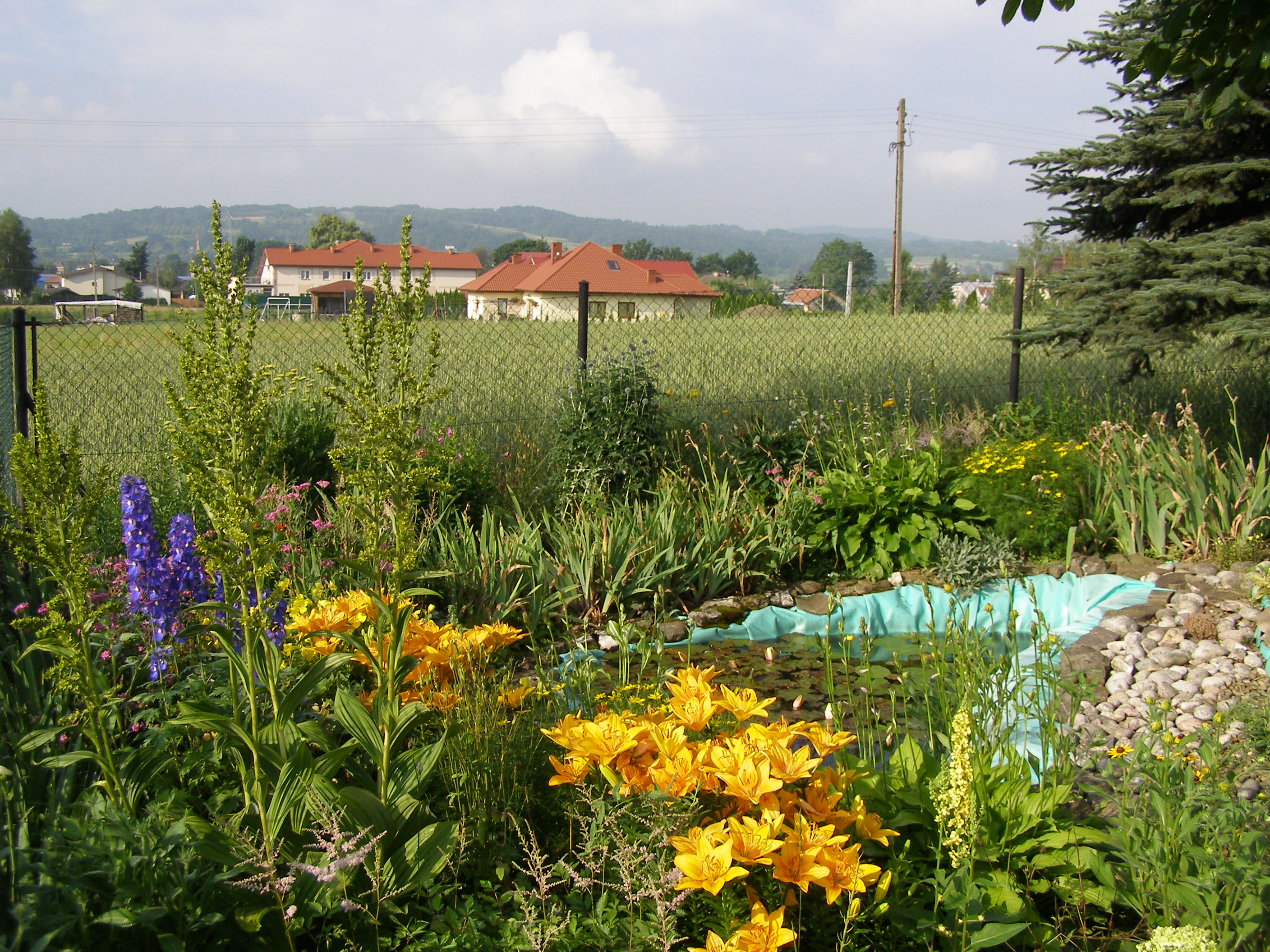
Wiosna w Przysiekach
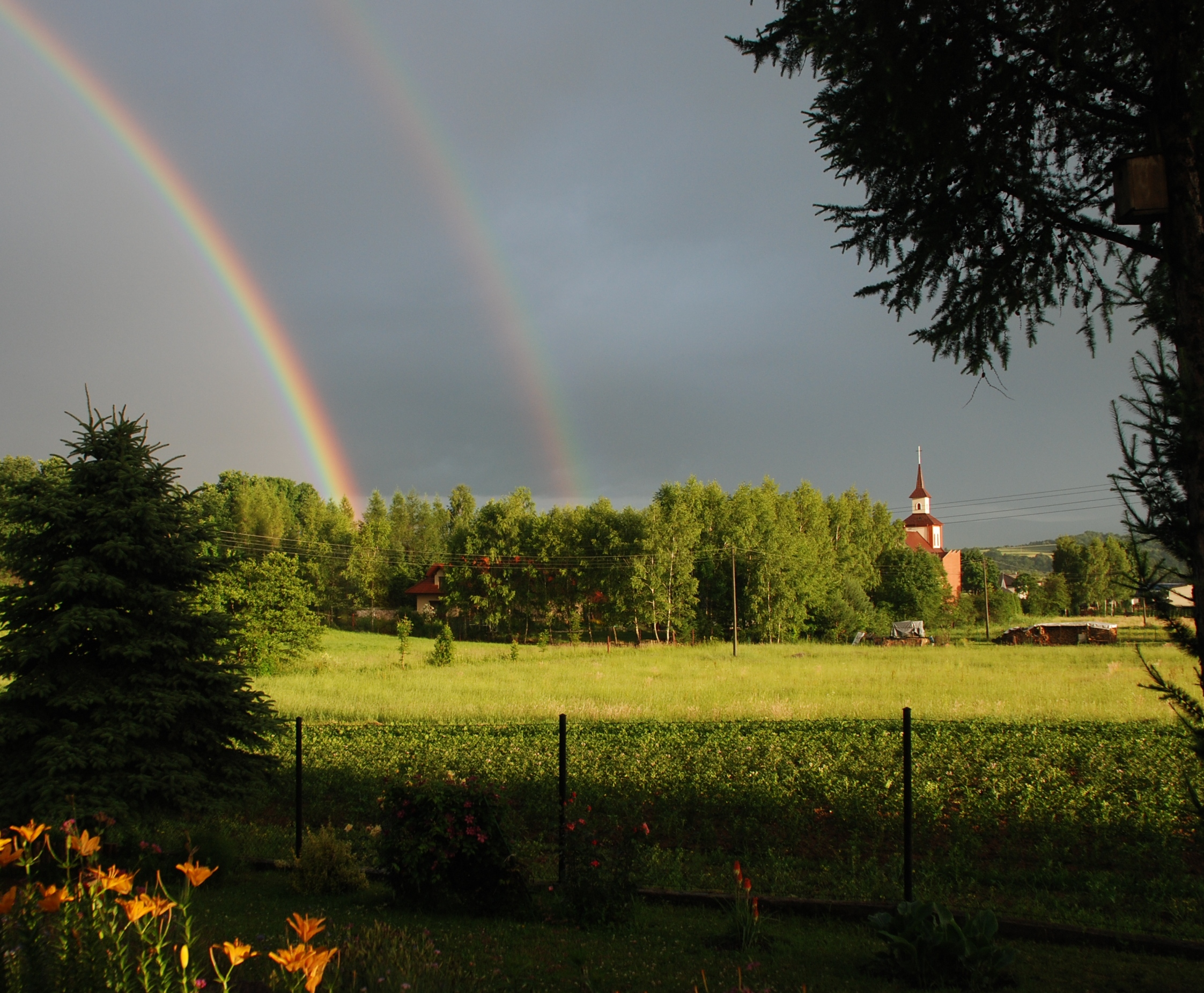
Lato w Przysiekach
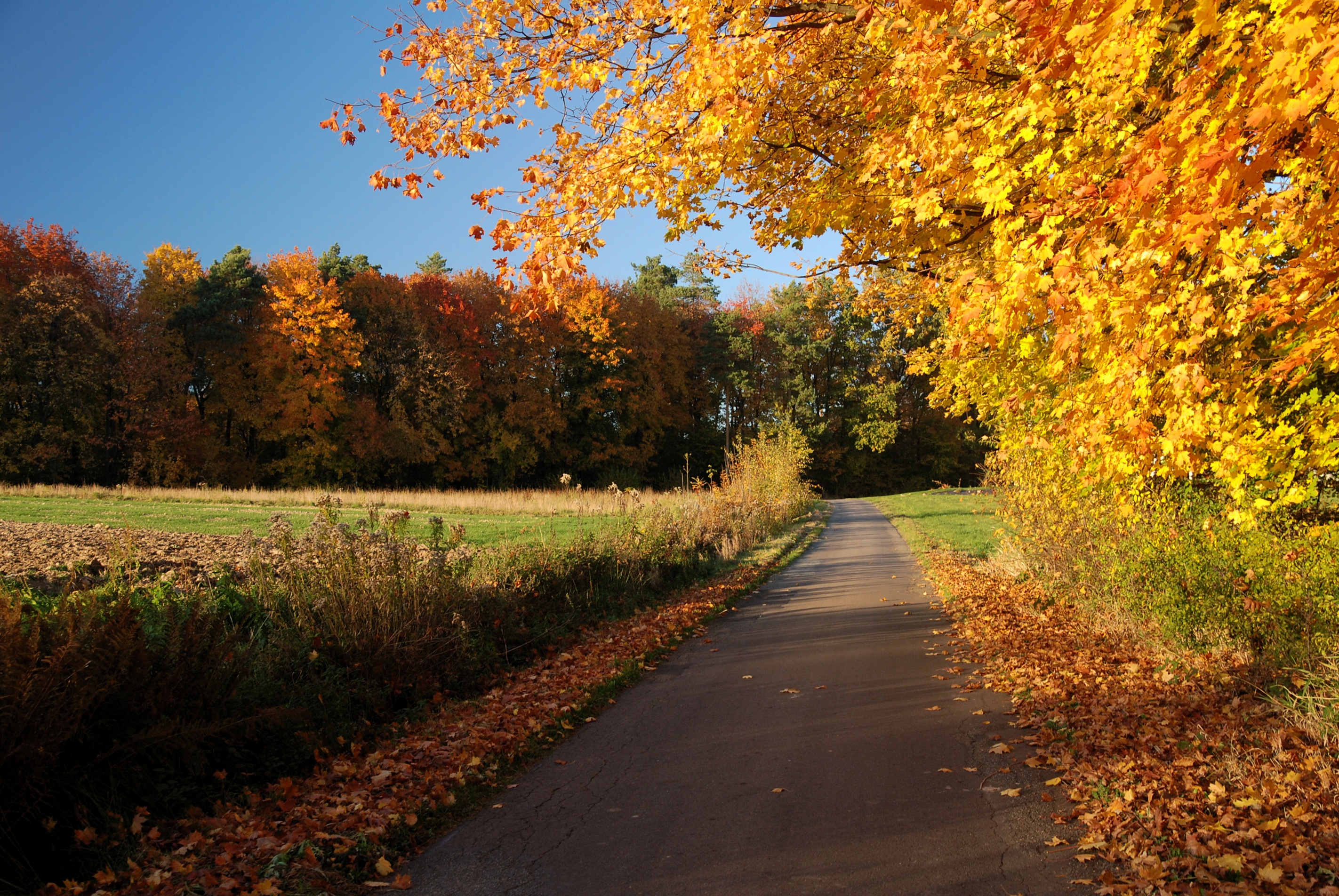
Jesień w Przysiekach, Granice
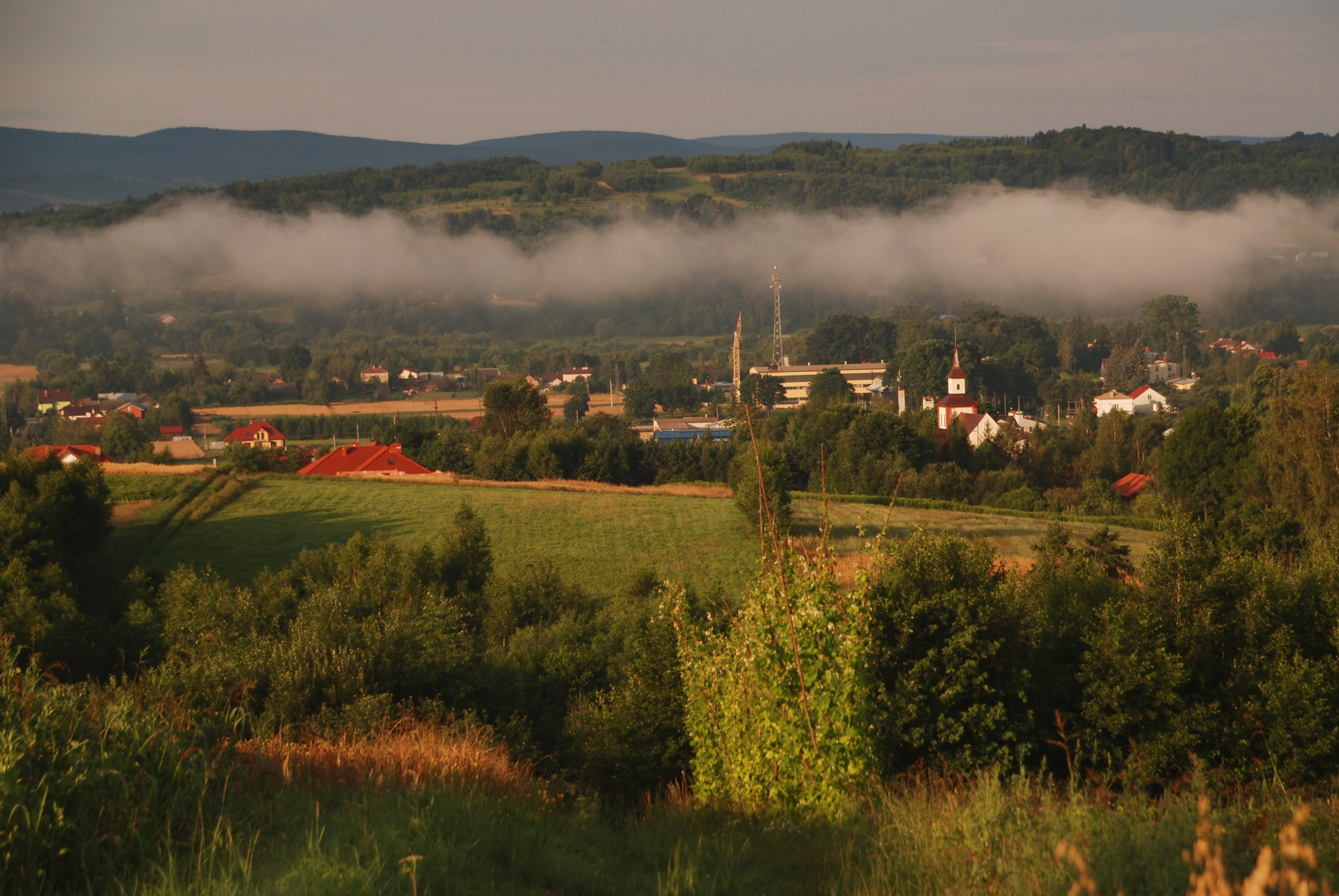
Widok na wieś z północy

## Dzieje

### Pochodzenie nazwy
Nazwa wsi jest nazwą kulturową i pochodzi od określenia dzieła rąk ludzkich. Jest związana ze wzmocnieniami obronnymi, tj. zasiekami, przysiekami w stosunku do grodu w Trzcinicy czy być może grodu bieckiego. Przesieka oznacza także miejsce, gdzie wycięto drzewa w lesie. Na przestrzeni wieków nazwa przybierała różne formy. I tak w 1389 pojawia się nazwa Przesieki (przywilej króla Kazimierza Wielkiego); w 1401 w Księdze grodzkiej bieckiej istnieje wpis Przesieka; przed 1480 Jan Długosz używa nazwy Przeszyeky; od 1581 przybiera nazwę obecną Przysieki. Zachowały się nazwy rejonów wsi jak Granice, Tłoki, Ślewczyna. Typowym przysiółkiem są Przysieczki.

### Przynależność państwowa i administracyjna
Historycznie wieś należała do:
- 1569–1772 – powiat biecki, województwo krakowskie, Korona Królestwa Polskiego;

w czasie zaborów w Monarchii Habsburgów w Królestwie Galicji i Lodomerii:
- 1774–1782 – cyrkuł Pilzno,
- 1782–1789 – cyrkuł Dukla,
- 1790–1866 – cyrkuł Jasło,
- 1867–1918 – powiat Jasło, województwo krakowskie, Austro-Węgry;

a następnie:
- 1918–1938 – powiat Jasło, od 1933 Gmina Zbiorowa Skołyszyn, województwo krakowskie, Rzeczpospolita Polska,
- 26.10.1939–18.01.1945 – okupacja niemiecka, starostwo Jasło, dystrykt krakowski, tzw. Generalne Gubernatorstwo, Rzesza Wielkoniemiecka,
- 1945–1954 – gromada Skołyszyn, gmina Skołyszyn, powiat jasielski, województwo rzeszowskie, Rzeczpospolita Polska,
- 1954–31.05.1975 – gromada Skołyszyn, a od 01.01.1973 gmina Skołyszyn, powiat jasielski, województwo rzeszowskie, Polska Rzeczpospolita Ludowa,
- 01.06.1975–31.12.1998 – gmina Skołyszyn, województwo krośnieńskie, Polska Rzeczpospolita Ludowa, od 1989 Rzeczpospolita Polska,
- 01.01.1999–nadal – gmina Skołyszyn, powiat jasielski, województwo podkarpackie, Rzeczpospolita Polska[8].

### Historia
W XI wieku ukształtowała się osada Przysieki jako wieś rycerska. W XIV wieku król Kazimierz Wielki wykupił osadę z rąk prywatnych i 1 grudnia 1364 założył wieś Przysieki na prawie niemieckim. Jako królewszczyzna Przysieki funkcjonowały ponad 400 lat do okresu zaboru austriackiego. W 1777 władze austriackie sprzedały wieś i stała się ona ponownie własnością prywatną do roku 1945. Była w posiadaniu między innymi rodzin Jabłonowskich, Stadnickich, Włodków a ostatnio de Laveaux. W okresie PRL (1945–1989) i latach współczesnych nastąpił wszechstronny rozwój miejscowości. W tym czasie podwoiła się liczba ludności.

## Czasy współczesne

### Demografia
Przysieki liczą 1586 mieszkańców na koniec 2024 co plasuje je na 3 miejscu w gminie Skołyszyn pod względem liczby ludności po Święcanach i Skołyszynie. Średnia gęstość zaludnienia wynosi 255,7 osoby/km². Najwyższą liczbę mieszkańców w historii Przysieki posiadały na koniec 2017 i wynosiła ona 1609 osób i stanowiła 12,3% wszystkich mieszkańców gminy. Według danych na koniec 2024 na ogólną liczbę 1586 mieszkańców było 826 kobiet i 760 mężczyzn. W 2021 było  65,2% osób w wieku produkcyjnym, 17,8%% osób poniżej 18 roku życia oraz 16,1% mieszkańców w wieku emerytalnym. Po szybkim wzroście liczby ludności po drugiej wojnie światowej w ostatnich latach nastąpiła stabilizacja na poziome około  1600 osób.

- Wykres liczby ludności w miejscowości Przysieki na przestrzeni lat (w opracowaniu)[8][13][15][16][17]:

| wykształcenie dane z Narodowego Spisu Powszechnego z 2002 |      |            |          |         |        |
|                                                           | brak | podstawowe | zawodowe | średnie | wyższe |
| osób                                                      | 34   | 389        | 380      | 358     | 74     |
| kobiet                                                    | 24   | 222        | 130      | 202     | 48     |
| mężczyzn                                                  | 10   | 167        | 250      | 156     | 26     |

- Ludność w wieku 13 lat i więcej według płci i poziomu wykształcenia w 2002[18]:

### Oświata i kultura
Początki szkolnictwa w Przysiekach związane są z siedzibą parafii, która znajdowała się w Sławęcinie. Już w XVI wieku istniała tam szkółka parafialna, gdzie proboszcz uczył katechizmu, pieśni kościelnych i ministrantury. W 1864 szkoła liczyła 65 uczniów i oprócz proboszcza zatrudniała jednego nauczyciela. W późniejszym okresie funkcjonują szkoły podstawowe w sąsiadujących z Przysiekami Trzcinicy (od 1881), Osobnicy (od 1890) i Harklowej (od 1881) i do nich uczęszczają uczniowie z Przysiek.
Pierwszą szkołę powszechną zorganizowano w Przysiekach po drugiej wojnie światowej. W połowie marca 1945 w znacjonalizowanym budynku dworskim otwarto dwuoddziałową filię szkoły w Trzcinicy. W okresie 1949–51 szkoła przekształciła się w siedmiooddziałową. W roku szkolnym 1948/49 w szkole 114 uczniów uczyły trzy nauczycielki. W 1951 roku placówkę przeniesiono do sal budynku poczty koło stacji kolejowej, ponieważ w zabudowaniach byłego dworu utworzono Państwowy Ośrodek Maszynowy. Dzięki zaangażowaniu społeczeństwa i zebranym środkom Społecznego Funduszu Budowy Szkół przystąpiono do budowy nowej szkoły na przydzielonej z parcelacji działce. 27 listopada 1958 dokonano uroczystego otwarcia szkoły. Dyrektorem szkoły była Władysława Dominik, a w szkole uczyły jeszcze 4 nauczycielki. Była to szkoła siedmioklasowa. Przekształcono ją w 8-klasową w roku szkolnym 1966/67. Ostatni absolwenci 8-letniej szkoły zakończyli naukę w 2000, bowiem w tym roku wprowadzono gimnazja na bazie 6-letniej podstawówki. 29 maja 2004 szkoła otrzymała imię Anny Jenke. W ostatnich latach liczba uczniów w szkole maleje. W 2008 było 86 uczniów, w 2010 – 70, a w 2013 uczyło się 67 uczniów. Najbliższe gimnazja funkcjonują w Trzcinicy i Skołyszynie, a szkolnictwo średnie w Zespole Szkół w Trzcinicy, dawnej szkoły rolniczej. Szkoła rolnicza w Trzcinicy powstała 15 września 1945 w budynkach podworskich i po browarze Klominków i jej absolwentami było wielu uczniów z Przysiek.
Ośrodkiem życia kulturalnego wsi jest dom ludowy położony w centrum wsi. Wybudowany w 1936, remontowany w latach 1958–1960. W 1955 w domu ludowym rozpoczęto wyświetlanie raz w tygodniu filmów kina objazdowego. Służy do przygotowania i obsługi życia publicznego (wybory, zebrania wiejskie) oraz wszelkiego rodzaju spotkań i imprez, dawniej między innymi wesel.
W domu ludowym ma siedzibę Koło Gospodyń Wiejskich. Zostało zorganizowane w Przysiekach w 1960 i zrzeszało 50 członkiń. W 1990 do Koła należało 40 osób. W latach 1991–1998 zawiesiło działalność. Po wznowieniu jej należało do niego około 30 kobiet, a później w 2008 – 21, 2013 – 11. Koło organizowało szkolenia, kursy, pokazy, dziecińce w okresie nasilonych prac polowych oraz przygotowuje imprezy okolicznościowe kontynuujące tradycje i zwyczaje. W domu ludowym ma siedzibę założone 14 grudnia 2011 roku Stowarzyszenie Przysieki Nasz Dom. Za podstawowy cel stowarzyszenie przyjęło wszechstronną działalność społeczno-gospodarczą na rzecz mieszkańców.
Miejscowość nie posiada biblioteki, a najbliższe znajdują się w ośrodku gminnym w Skołyszynie oraz w Jaśle.
 Infrastruktura społeczna i budownictwo mieszkaniowe – galeria 

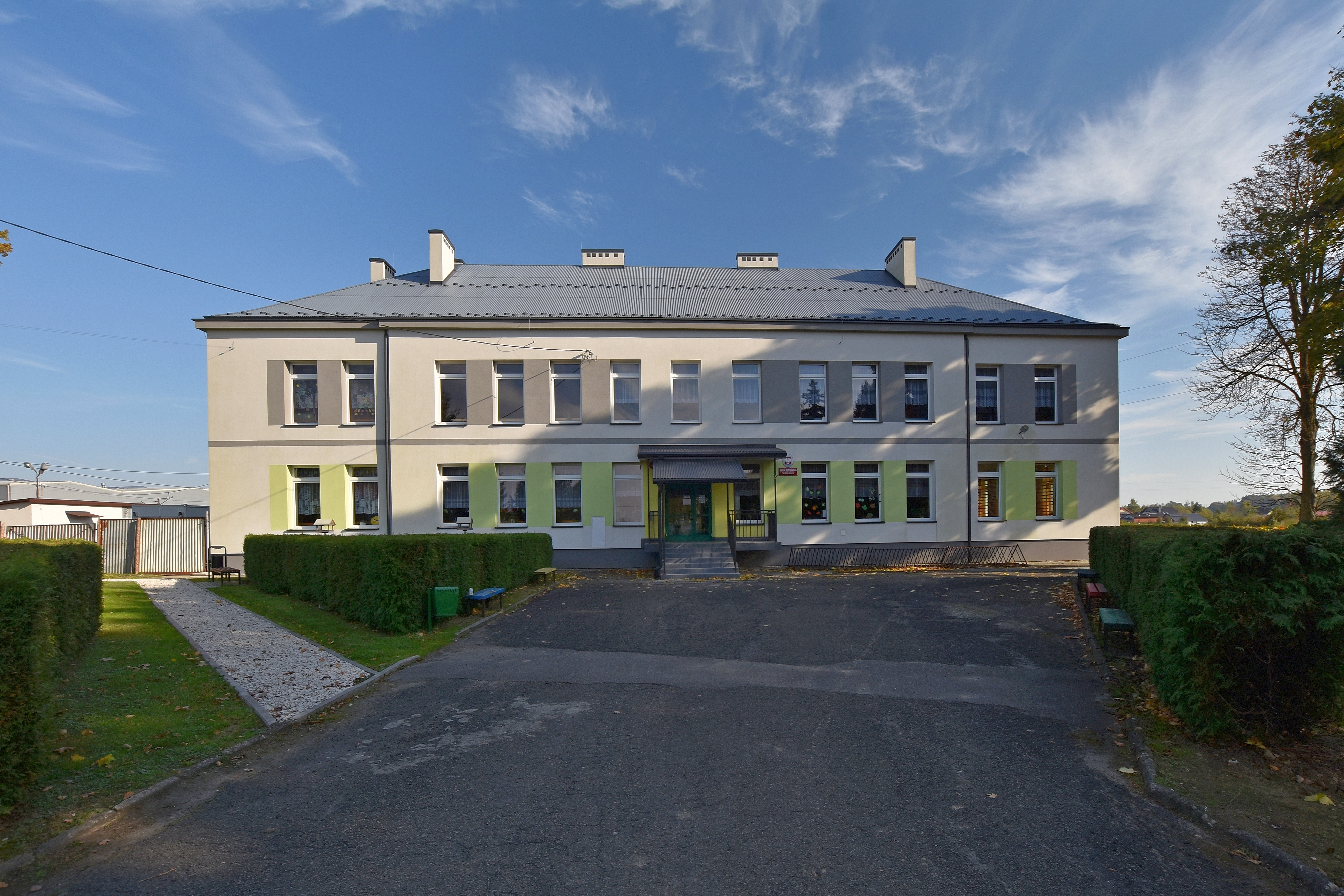
Szkoła Podstawowa
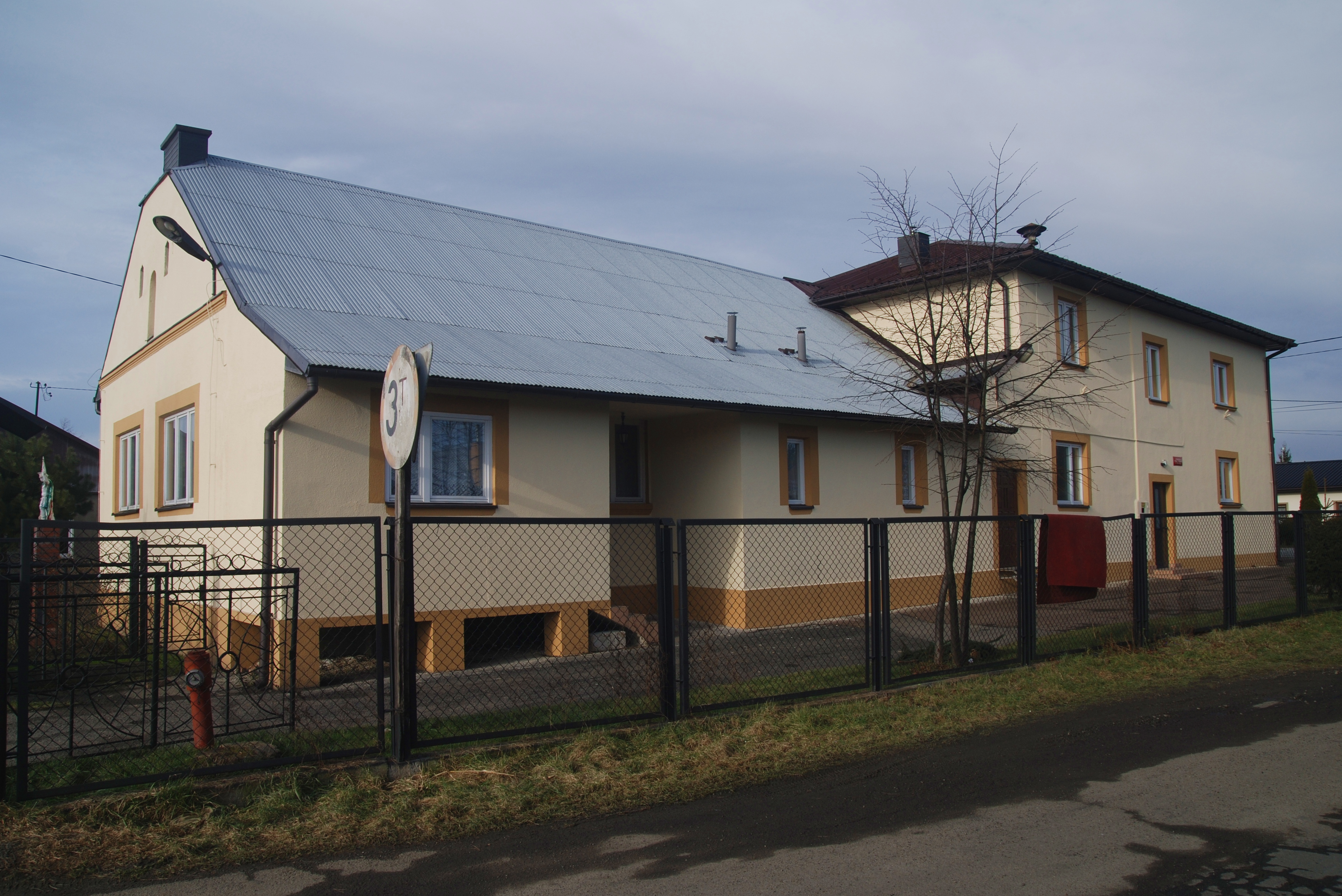
Dom ludowy z remizą OSP
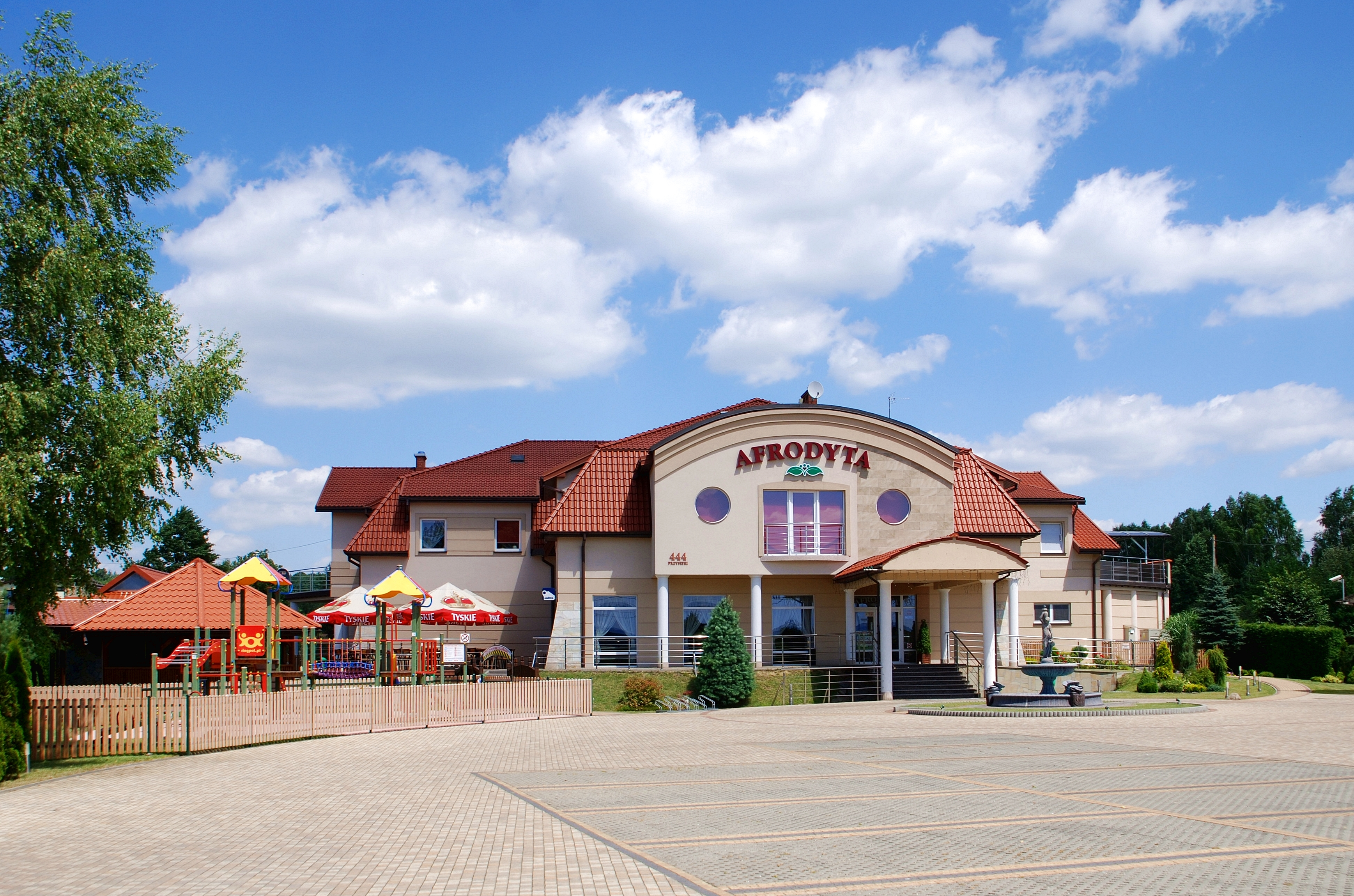
Hotel „Afrodyta”
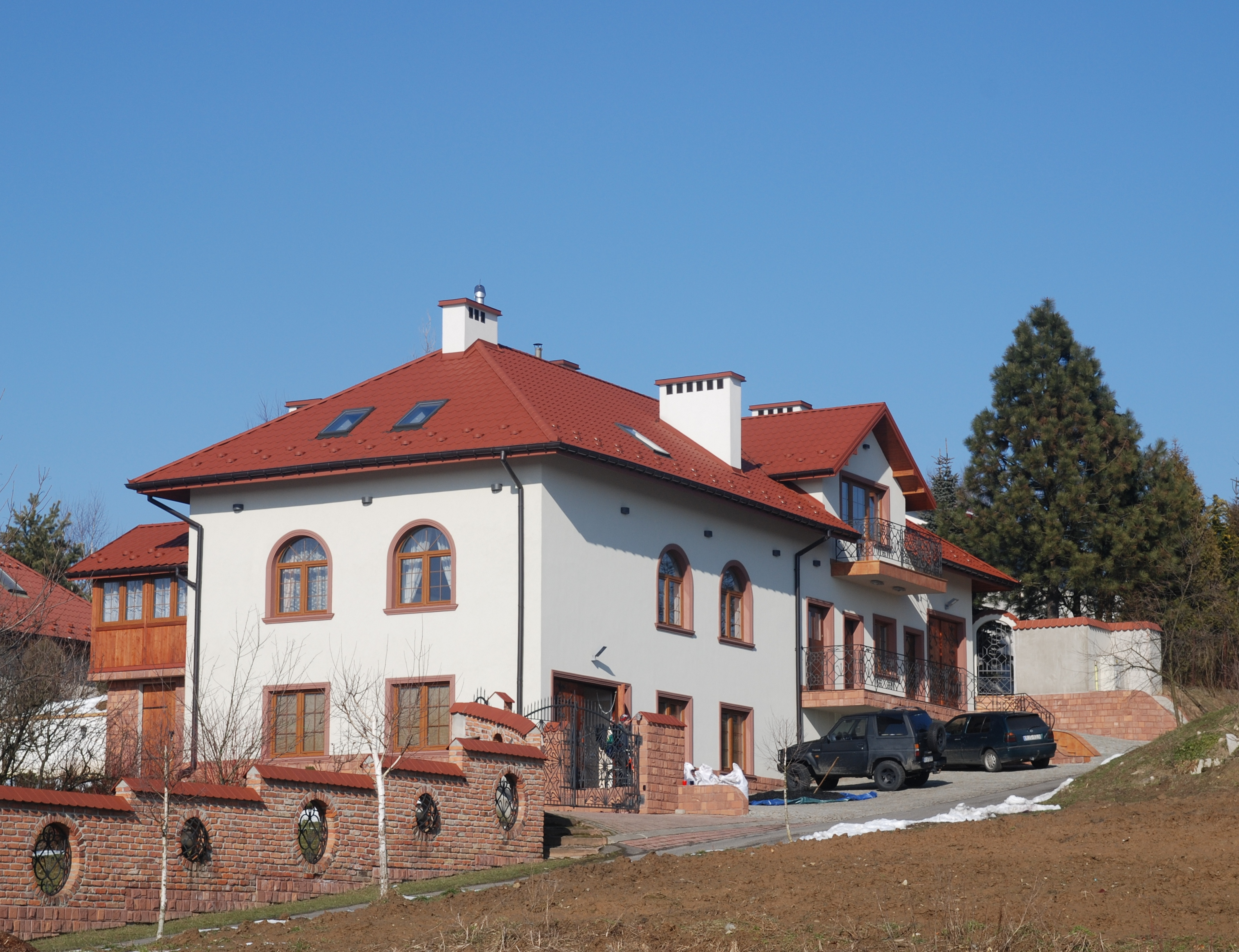
Winiarnia "Dwie Granice"
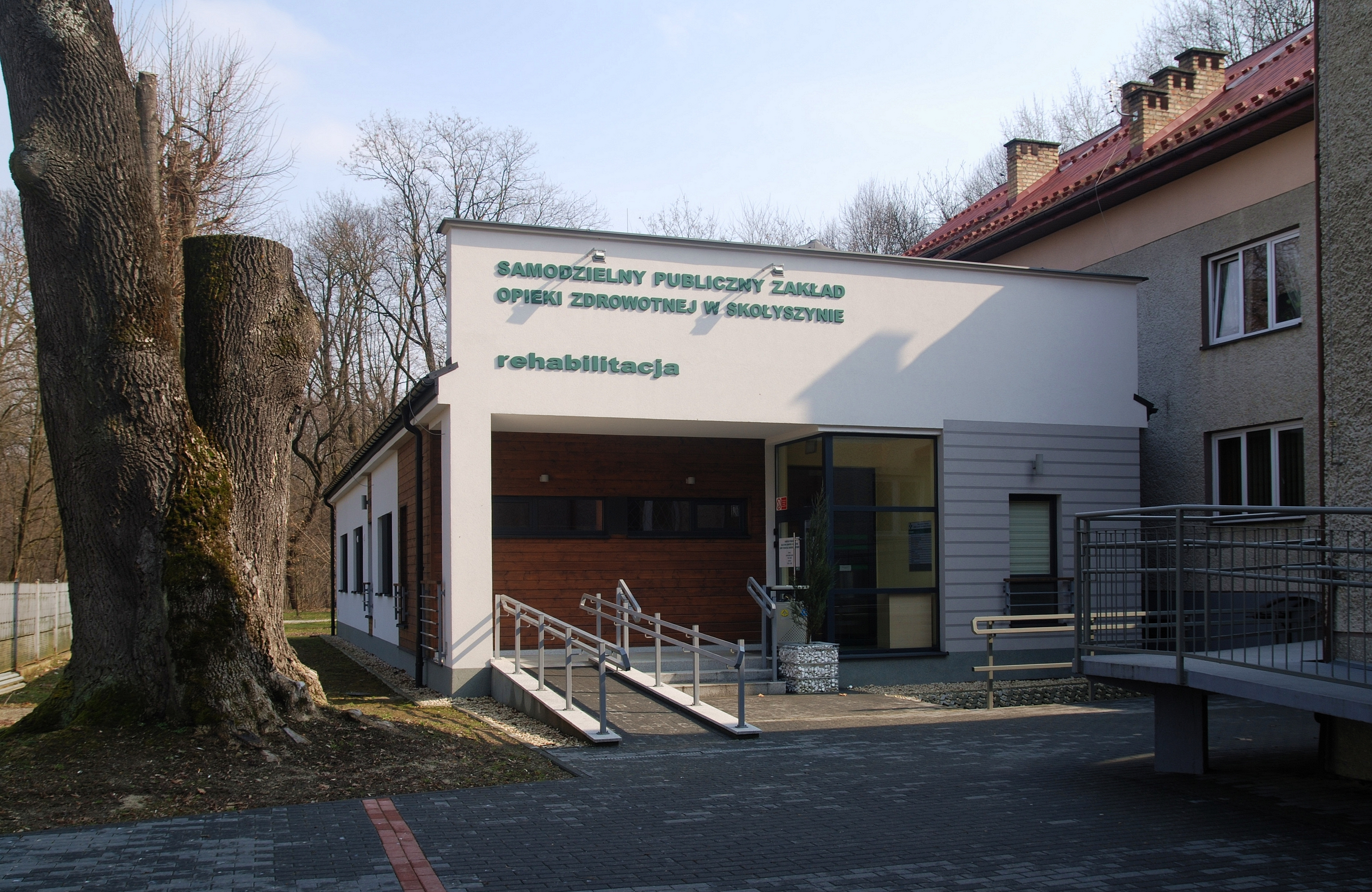
Ośrodek Zdrowia w Skołyszynie
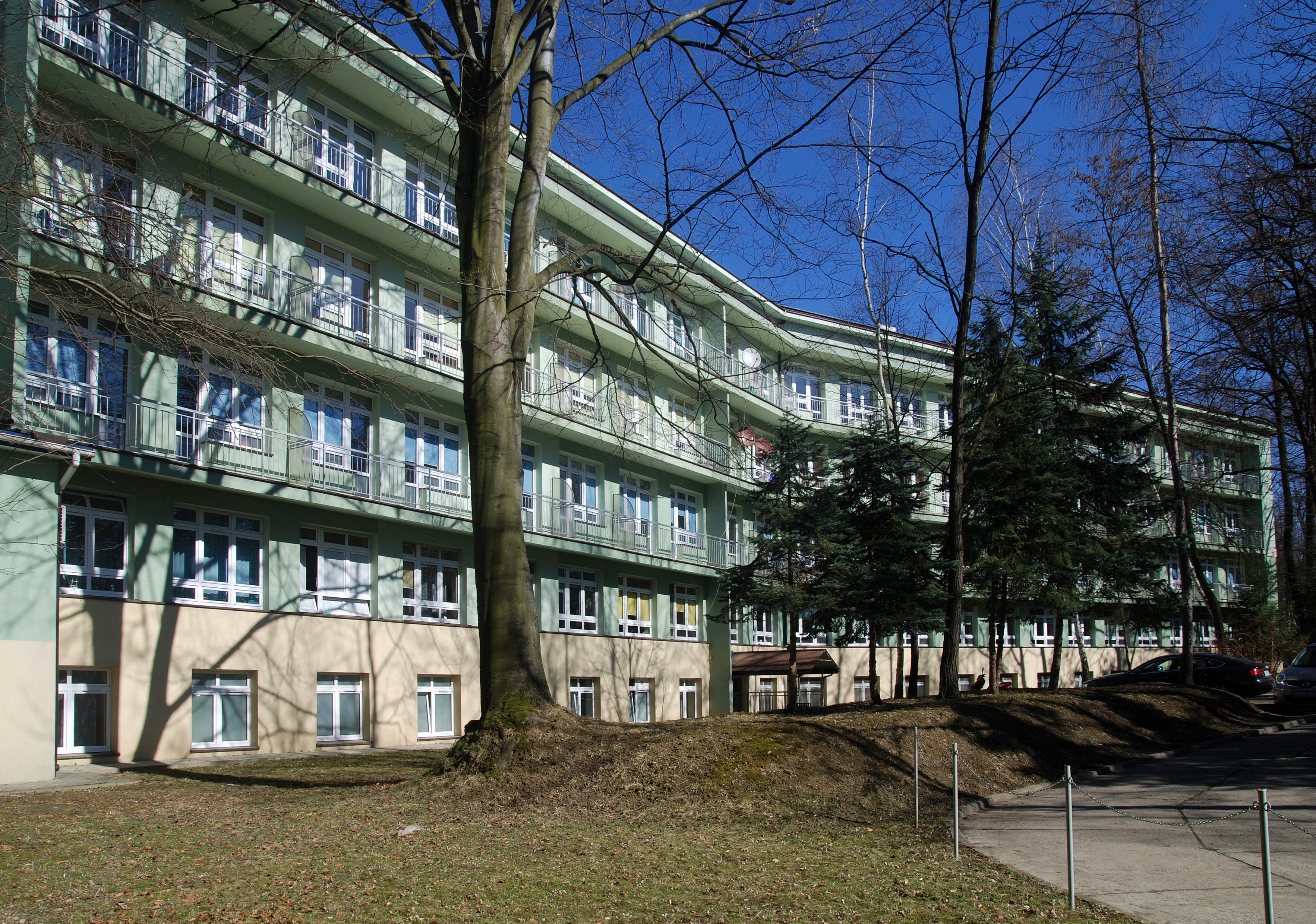
Szpital w Jaśle
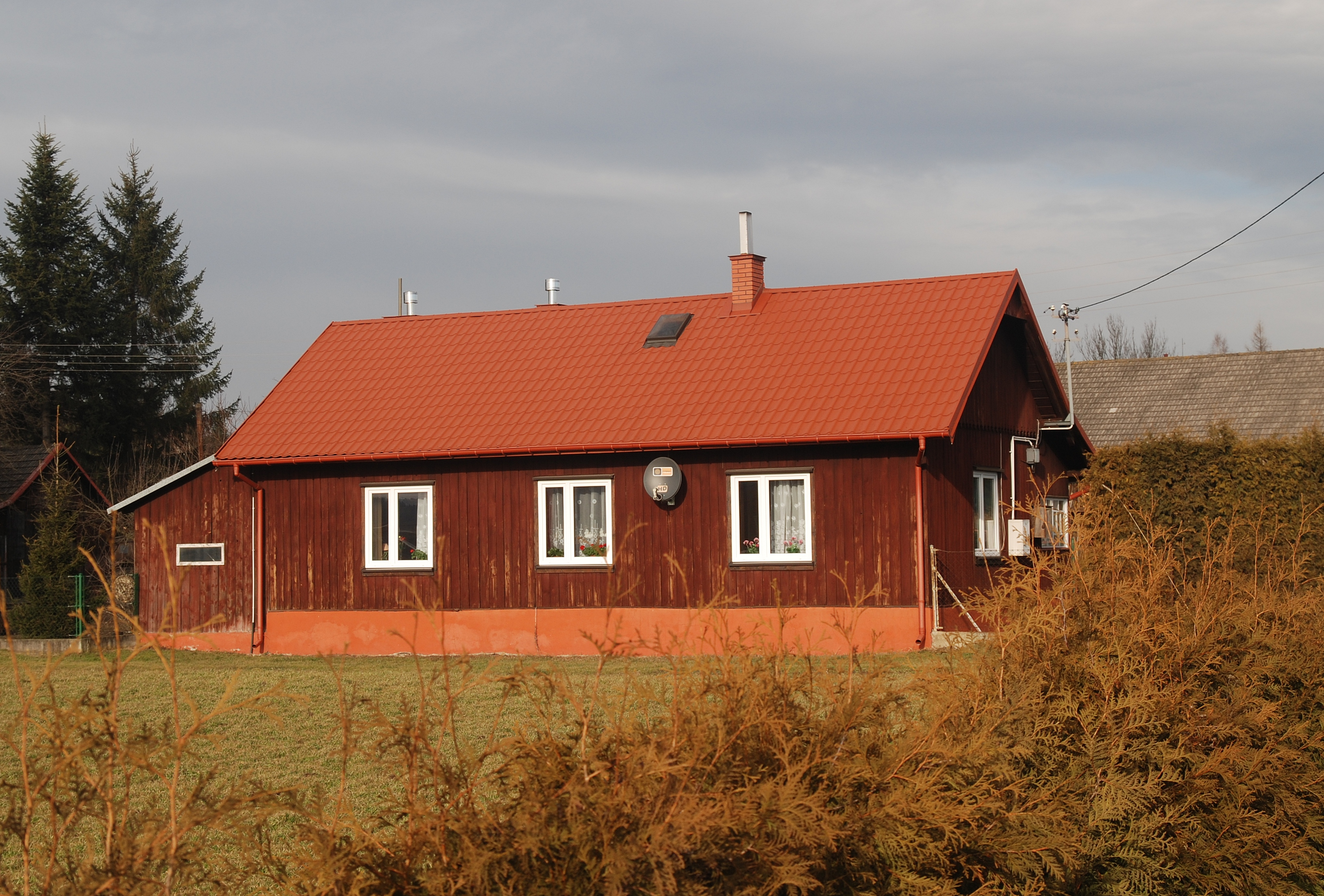
Budynek mieszkalny, XX wiek
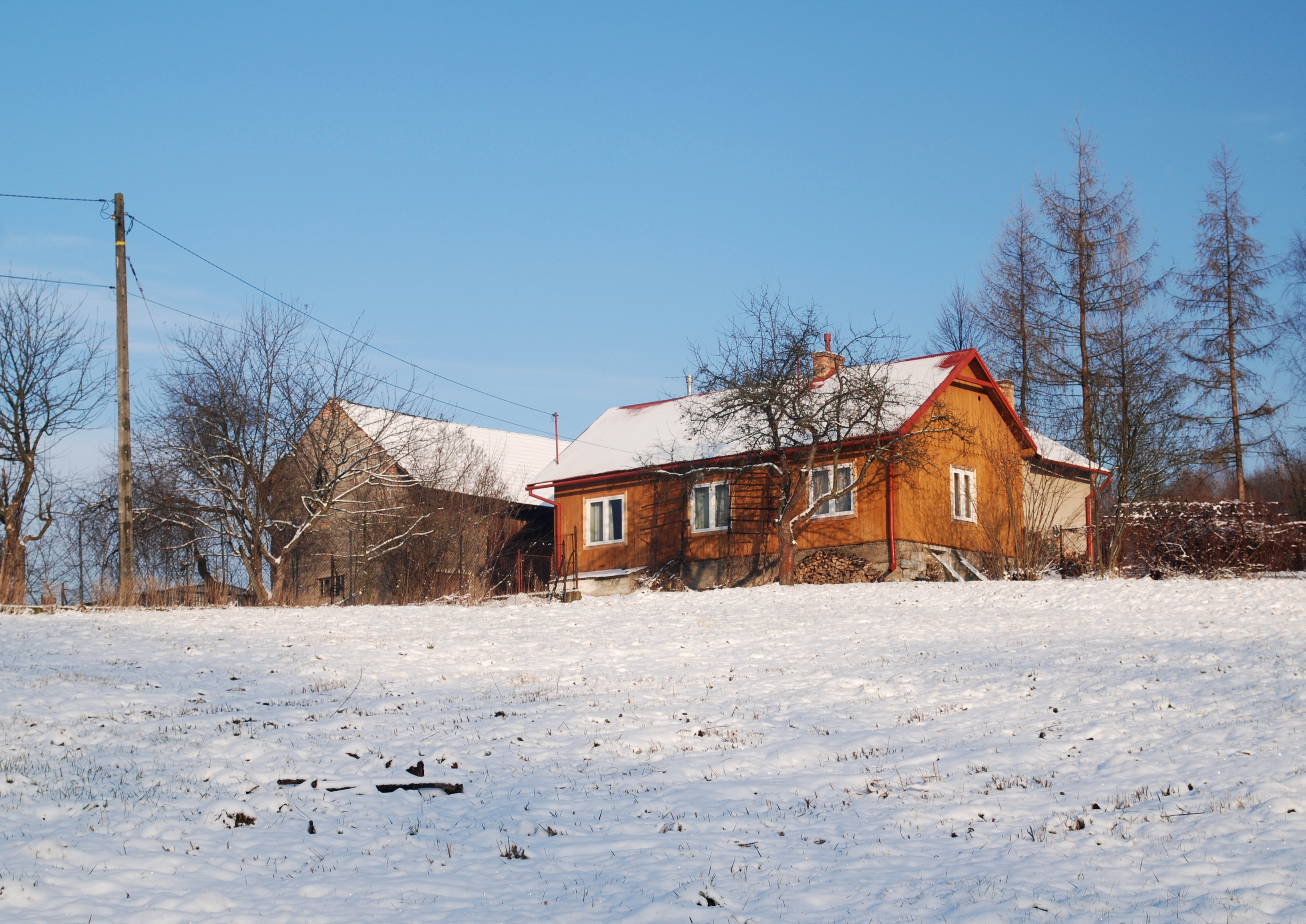
XX wiek
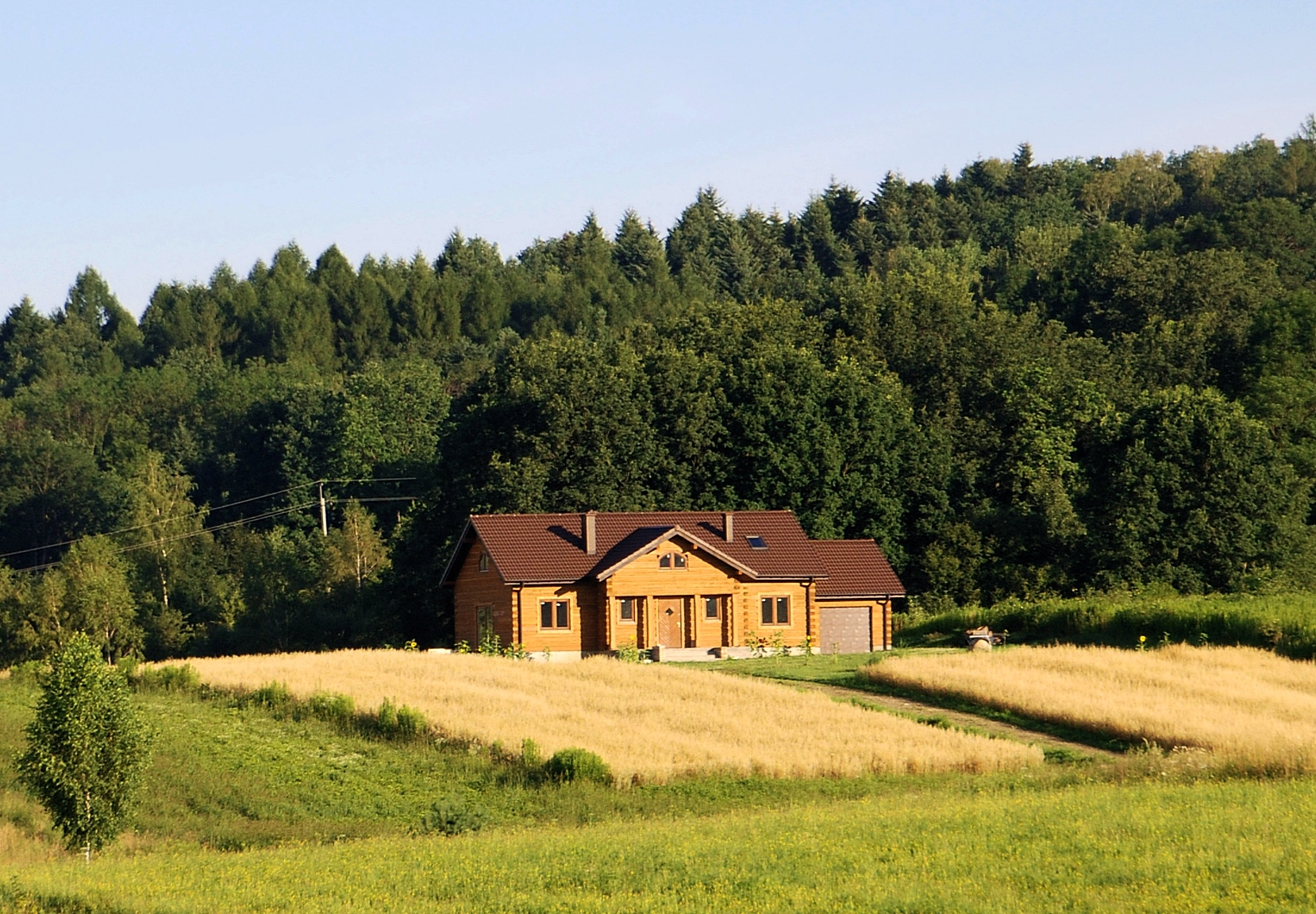
XXI wiek

### Gospodarka i życie społeczne
Po zakończeniu II wojny światowej następuje okres rozbudowy i modernizacji wsi. Nastąpił zasadniczy wzrost liczby budynków mieszkalnych. W 1945 było ich około 120, a w 2011 już 448.
Zmiany liczby budynków mieszkalnych
| Rok:                          | 1945 | 1955 | 1999 | 2005 | 2011 |
| Liczba budynków mieszkalnych: | 120  | 165  | 375  | 415  | 448  |

Wieś na przełomie lat 40. i 50. zelektryfikowano, a pod koniec lat 60. zgazyfikowano. Sieć wodociągową wybudowano latach 90. Dzięki pozyskanym środkom z Unii Europejskiej w 2009 oddano do użytku oczyszczalnię ścieków, a w 2015 zakończono budowę kanalizacji sanitarnej.
Na gruntach pozostawionych na cele społeczne z reformy rolnej utworzono w 1951 Rolniczą Spółdzielnię Produkcyjną. Spółdzielnię rozwiązano w 1956, a działkę i budynki zaadaptowano na uruchomienie nowej fabryki. W czerwcu 1957 powstał wydział W-2 Jasielskich Zakładów Przemysłu Terenowego i produkował najpierw piecyki blaszane, kuchnie kaflowe i wyroby prasowane a od 1967 piecyki gazowe. 18 grudnia 1972 zakład zmienia nazwę na Fabryka Armatur Jafar. W latach 1972–78 w Przysiekach następuje rozbudowa wydziału. Powstaje odlewnia i kuźnia mosiądzu i następuje całkowita zmiana produkcji na armaturę sanitarną i sieci domowej z mosiądzu. W 1994 przedsiębiorstwo sprywatyzowano co korzystnie wpłynęło na dalszy jego rozwój. W 1999 zatrudnionych było w spółce 296 pracowników. Około 50% produkcji eksportuje się do 30 krajów.
Na przejętym terenie podworskim urządzono w 1950 Państwowy Ośrodek Maszynowy. W latach osiemdziesiątych funkcjonował jako Ośrodek Maszynowy Igloopol. POM rozwiązano wskutek upadłości w 1992. Na jego bazie utworzono 1 grudnia 1997 Zakłady Metalowe Sp. z o.o. Obecnie zakład prowadzi Okręgową Stację Kontroli Pojazdów, badanie i atestację opryskiwaczy i autoserwis oraz świadczy usługi obróbki metalu.
W 1996 w Przysiekach uruchomiła produkcję szerokiego asortymentu tulei papierowych spiralnie zwijanych firma Rado.
24 października 2008 Naftobudowa S.A. Zakład Produkcji Metalowej w Jaśle uruchomił w hali w Przysiekach warsztat produkcji konstrukcji stalowych. Przedsiębiorstwo zainwestowało kwotę 4 mln zł na zakup hali i sprzętu i zatrudniło 40 pracowników. W 2014 pracowało 47 osób.
Sieć komunikacyjną tworzą droga krajowa, droga powiatowa i drogi gminne oraz szlak kolejowy. Z zachodu na wschód przebiega przez wieś linia kolejowa nr 108 Stróże – Krościenko ze stacją kolejową: Przysieki. Zbudowana w 1884, zelektryfikowana na odcinku Stróże-Jasło w 1988. Linia modernizowana także w 2013. Z dniem 1 stycznia 2010 całkowicie wyłączono ruch pasażerski PKP na odcinku Biecz-Jasło. Przysieki utraciły połączenie kolejowe. Równolegle do linii kolejowej po jej północnej stronie usytuowana jest droga krajowa nr 28 Zator-Medyka. Przecina wieś na odcinku około 1,85 km. Przez centrum wsi przebiega droga powiatowa nr 1861R długości 2,5 km, która łączy się z drogą krajową 28. Droga była remontowana w 2011. Na terenie miejscowości znajdują się dwa przystanki autobusowe.
W Przysiekach funkcjonuje tradycyjne rolnictwo w postaci drobnych gospodarstw indywidualnych. Nową formą gospodarowania jest powstała w 2004 winnica „Dwie Granice”. Winnica rozwija się nie tylko powiększając obszar plantacji (obecnie 2 ha). 18 czerwca 2011 rozpoczęto budowę winiarni z zapleczem technicznym i turystycznym. We wrześniu 2013 otwarto sklep winnicy „Dwie Granice”.
Po wojnie reaktywowano Ochotniczą Straż Pożarną. Zniszczony w okresie wojny budynek straży odbudowano w latach 1958–60. W maju 1969 oddano do użytku nową remizę. Sztandar otrzymała w 1984 i odznaczona złotym medalem za zasługi dla pożarnictwa w 1985. W 2004 jednostka otrzymała nowy samochód. Także w POM-ie działała od 20 listopada 1963 zakładowa Ochotnicza Straż Pożarna, którą rozwiązano w 1992.
Opiekę zdrowotną mieszkańców realizuje Ośrodek Zdrowia w Skołyszynie, który rozpoczął działalność w 1957, a po reformie w 1998 działa jako Samodzielny Publiczny Zakład Opieki Zdrowotnej. Najbliższy szpital znajduje się w odległym o 9 km Jaśle.
W Przysiekach działa otwarty 29 maja 2007 Środowiskowy Dom Samopomocy realizując dzienny pobyt dla osób z zaburzeniami psychicznymi.
Przy drodze krajowej funkcjonują restauracje „Afrodyta” i „Dworek”. Restaurację „Afrodyta” z salą bankietową na 150 osób i salą barowo-kawiarnianą na 90 osób otwarto 14 maja 2011. Restaurację „Dworek” urządzono w odremontowanej XIX wiecznej oficynie dworskiej.
Na koniec 2013 w Przysiekach 93 podmioty prowadziły działalność gospodarczą, w tym 91 w sektorze prywatnym. 80 osób fizycznych miało zarejestrowaną działalność.
 Przemysł i infrastruktura techniczna – galeria 

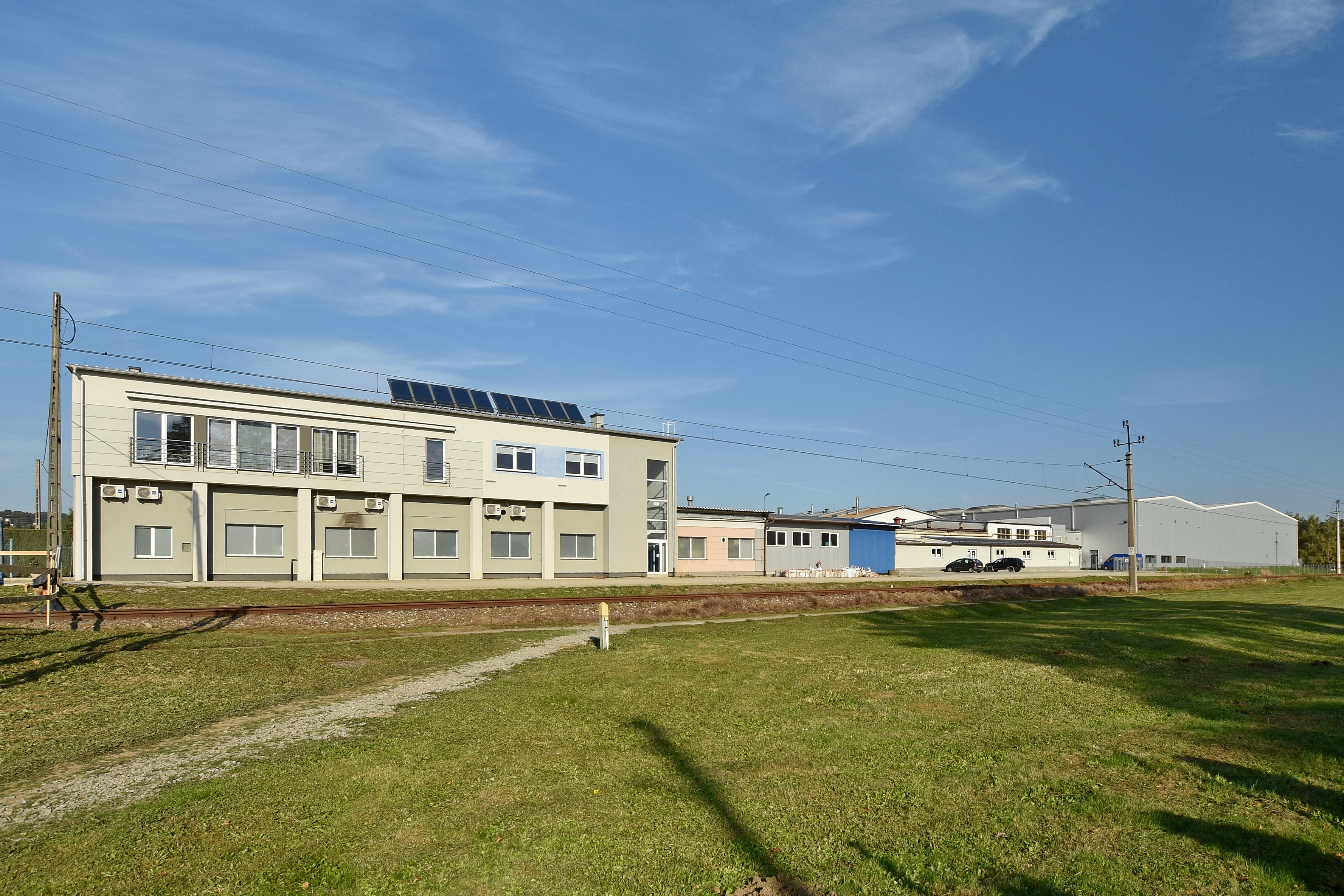
Fabryka Armatur Jafar
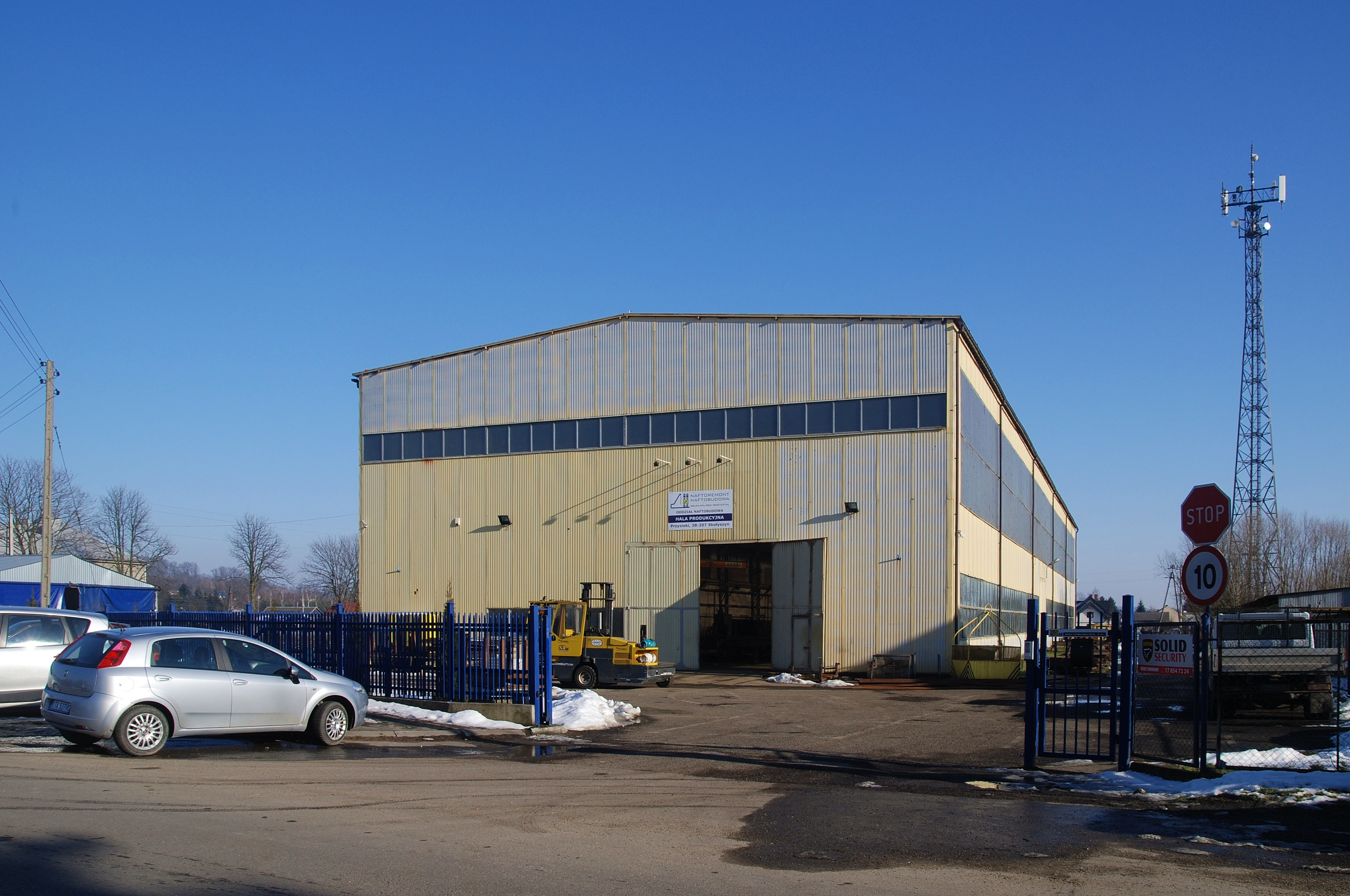
Hala produkcyjna Naftobudowy
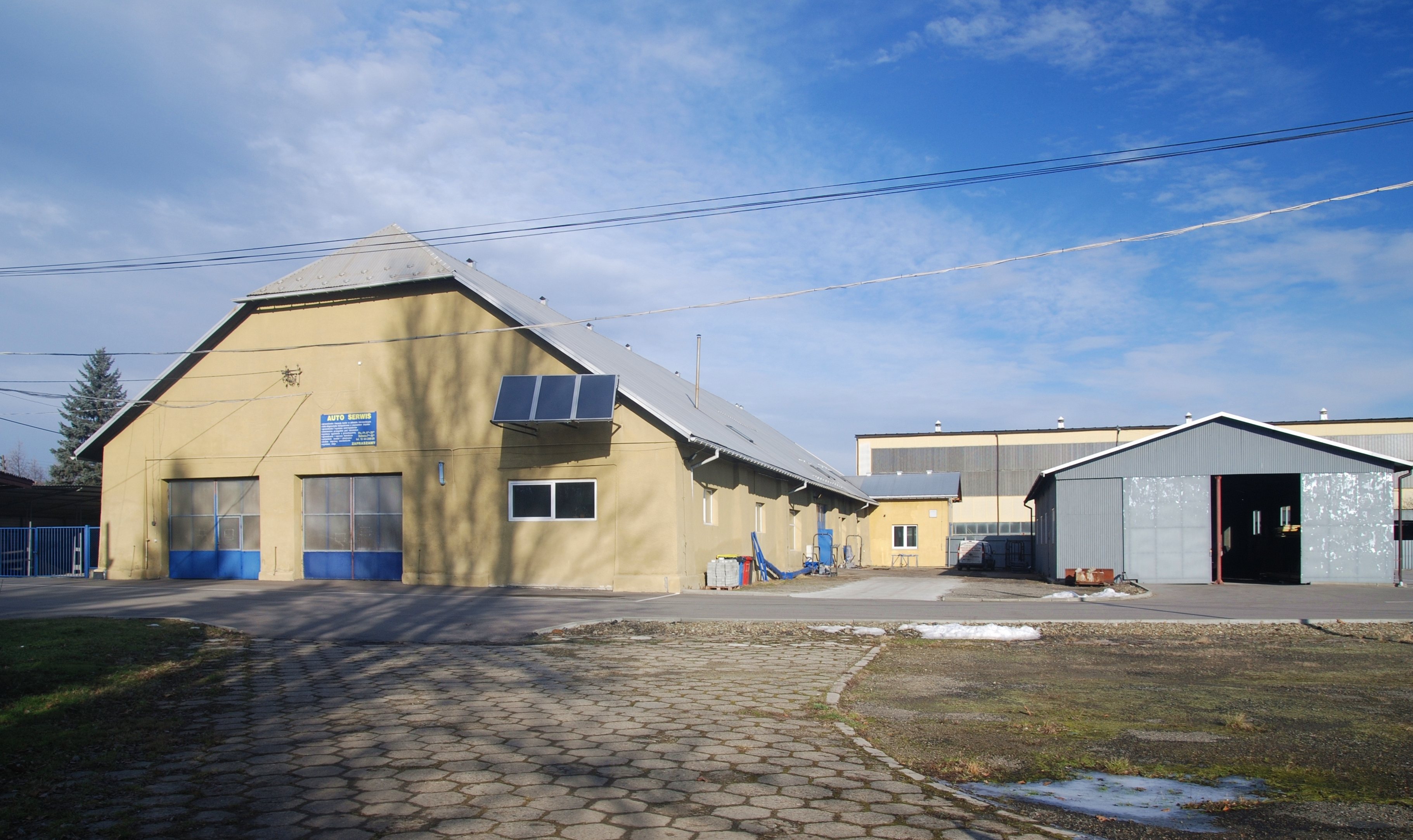
Zakłady Metalowe
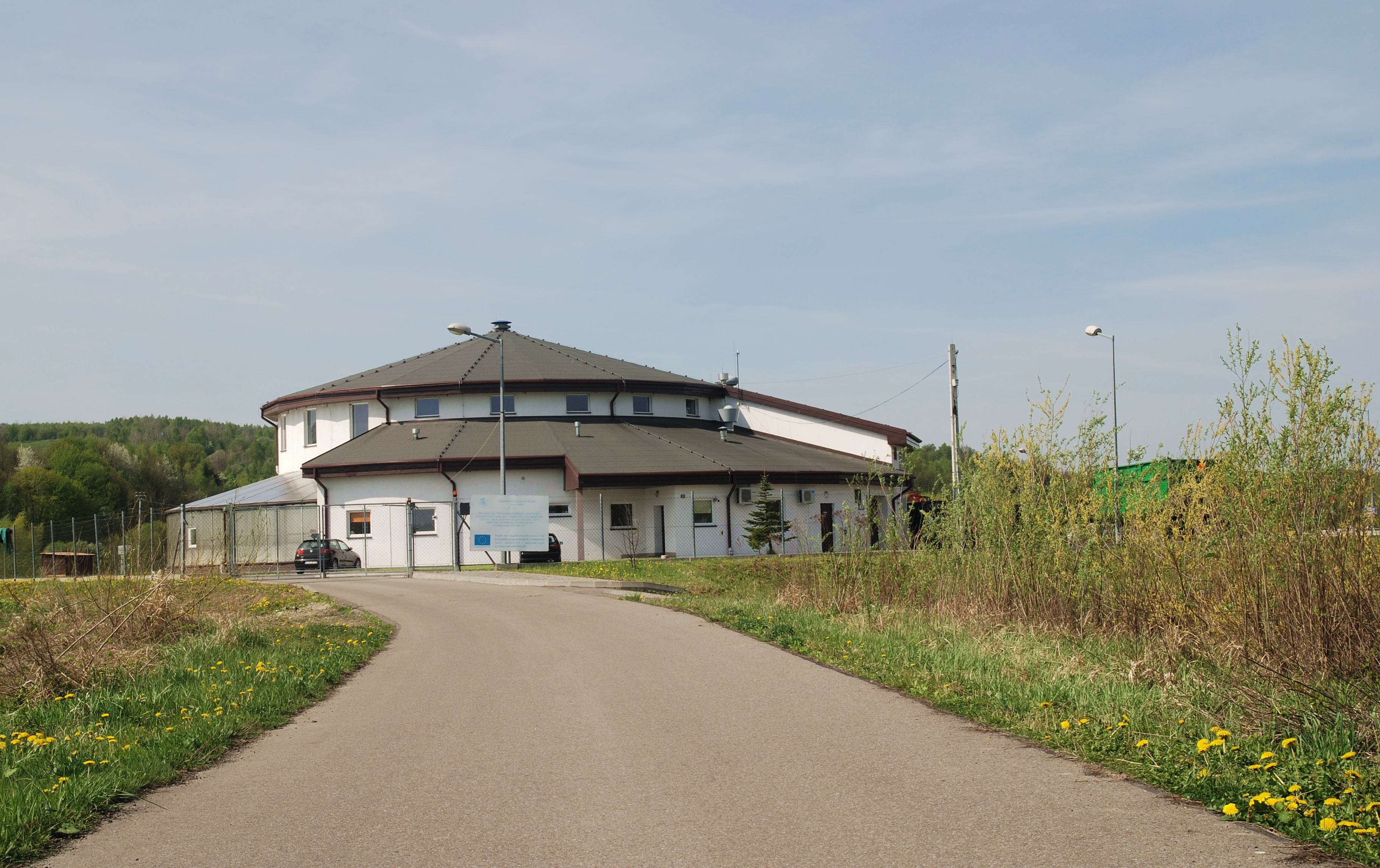
Oczyszczalnia ścieków
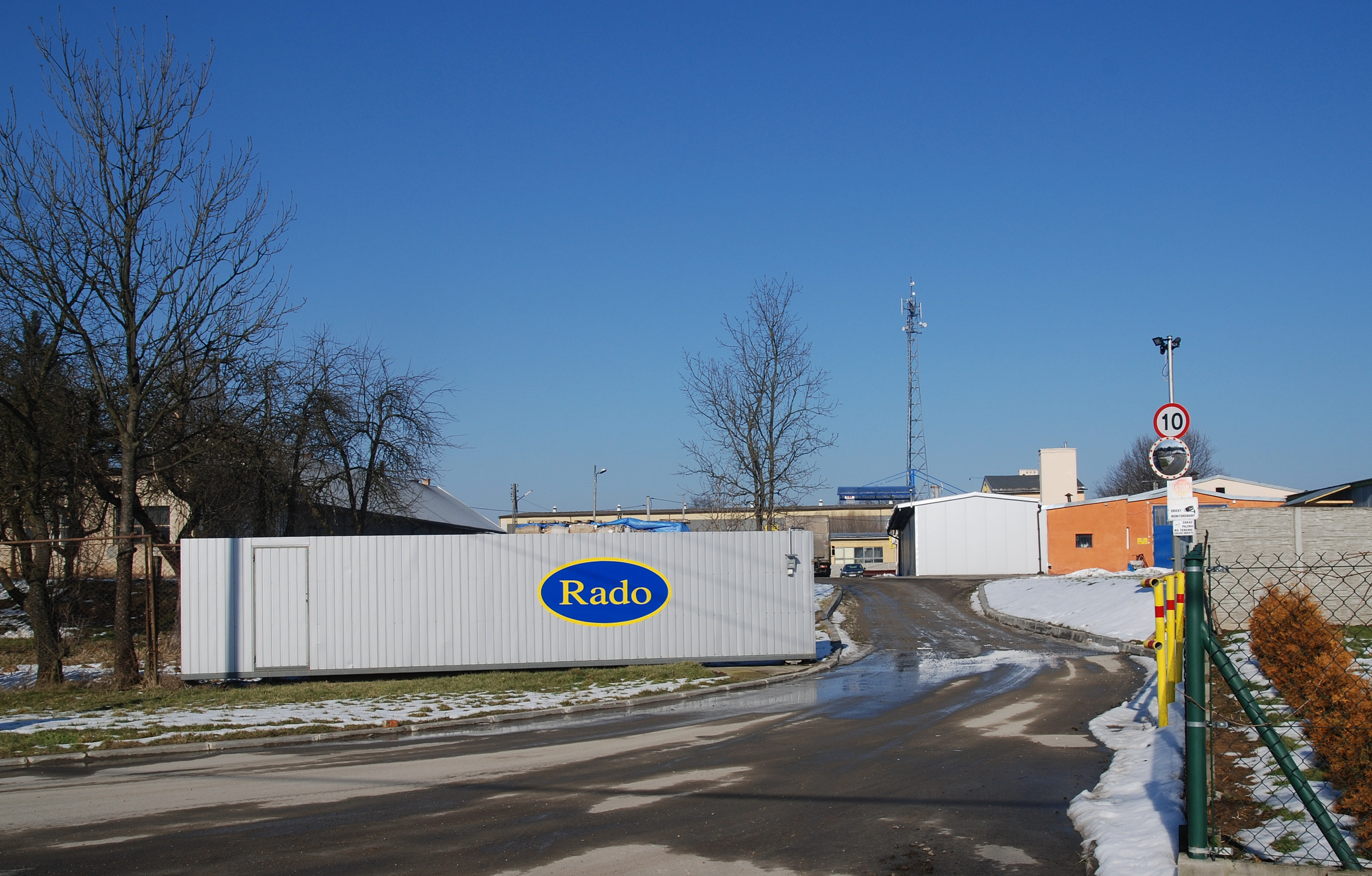
Firma Rado
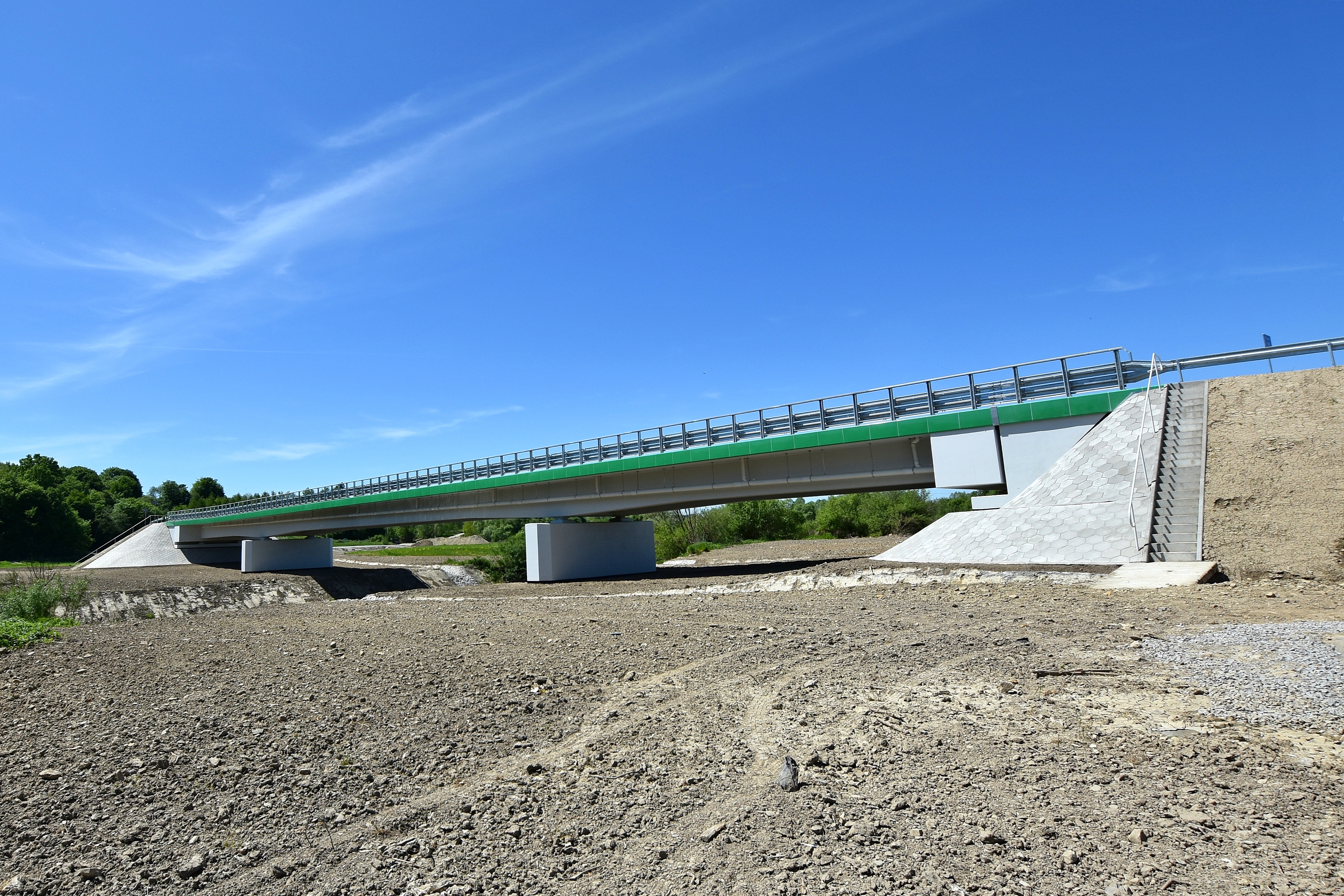
Nowy most na Ropie (2022)

### Polityka
W 2003 wieś ostrożnie głosowała w referendum w sprawie wejścia Polski do Unii Europejskiej, gdyż przy poparciu w skali kraju wynoszącym 77,45% w Przysiekach oddano 63,30% głosów na tak.
O konserwatywnych poglądach politycznych mieszkańców wsi świadczą wybory państwowe i samorządowe w ostatnich latach. W wyborach prezydenckich w 2005, 2010 i w 2015 głosowano zdecydowanie na kandydatów konserwatywno-chadeckiej partii Prawo i Sprawiedliwość (2005: Lech Kaczyński, 77,84%, 2010: Jarosław Kaczyński, 71,53%, 2015: Andrzej Duda, 82,15%, 2020: Andrzej Duda, 79,89%) i wygrali oni z przedstawicielami chrześcijańsko-demokratycznej Platformy Obywatelskiej (2005: Donald Tusk, 22,16%, 2010: Bronisław Komorowski, 28,47%, 2015: Bronisław Komorowski, 17,85%, 2020 Rafał Trzaskowski, 20,11%)).
- W wyborach do Sejmu w 2007 i w 2011 głosowano także na Prawo i Sprawiedliwość (2007: 48,05%, 2011: 39,37%)[39][40].
- W wyborach parlamentarnych do Sejmu w dniu 25 października 2015 wieś zdecydowanie poparła Prawo i Sprawiedliwość, które zdobyło 62,30% głosów. Na drugie ugrupowanie Kukiz’15 głosowało 9,97% wyborców[41].
- W wyborach w 2019: 73,36% głosów zdobyło PiS przed Konfederacją 8,96%[42],
- W 2023 PiS uzyskał poparcie 62,37% wyborców przed Trzecia Drogą 11,96%[43].

### Religia
Dominującą wspólnotą religijną w Przysiekach są wyznawcy kościoła rzymskokatolickiego. Większość mieszkańców wsi należy do parafii w Sławęcinie, a 248 osób do parafii w Trzcinicy. Obie parafie znajdują się w dekanacie Jasło-Zachód w diecezji rzeszowskiej. Od 1983 w Przysiekach rozpoczęto odprawianie mszy św. w prywatnym budynku. W 1988 wzniesiono drewnianą kaplicę filialną. Następnie w 2005 przystąpiono do budowy nowego kościoła filialnego parafii Sławęcin w Przysiekach. Budowa finansowana była głównie ze składek mieszkańców. Nową świątynię pw. św. Jana Pawła II konsekrował 24 lutego 2013 biskup rzeszowski Kazimierz Górny. Trwają prace przy zagospodarowaniu przestrzeni na zewnątrz kościoła oraz wyposażaniu wnętrza. Istniejąca kaplica została rozebrana.
 Architektura sakralna – galeria 

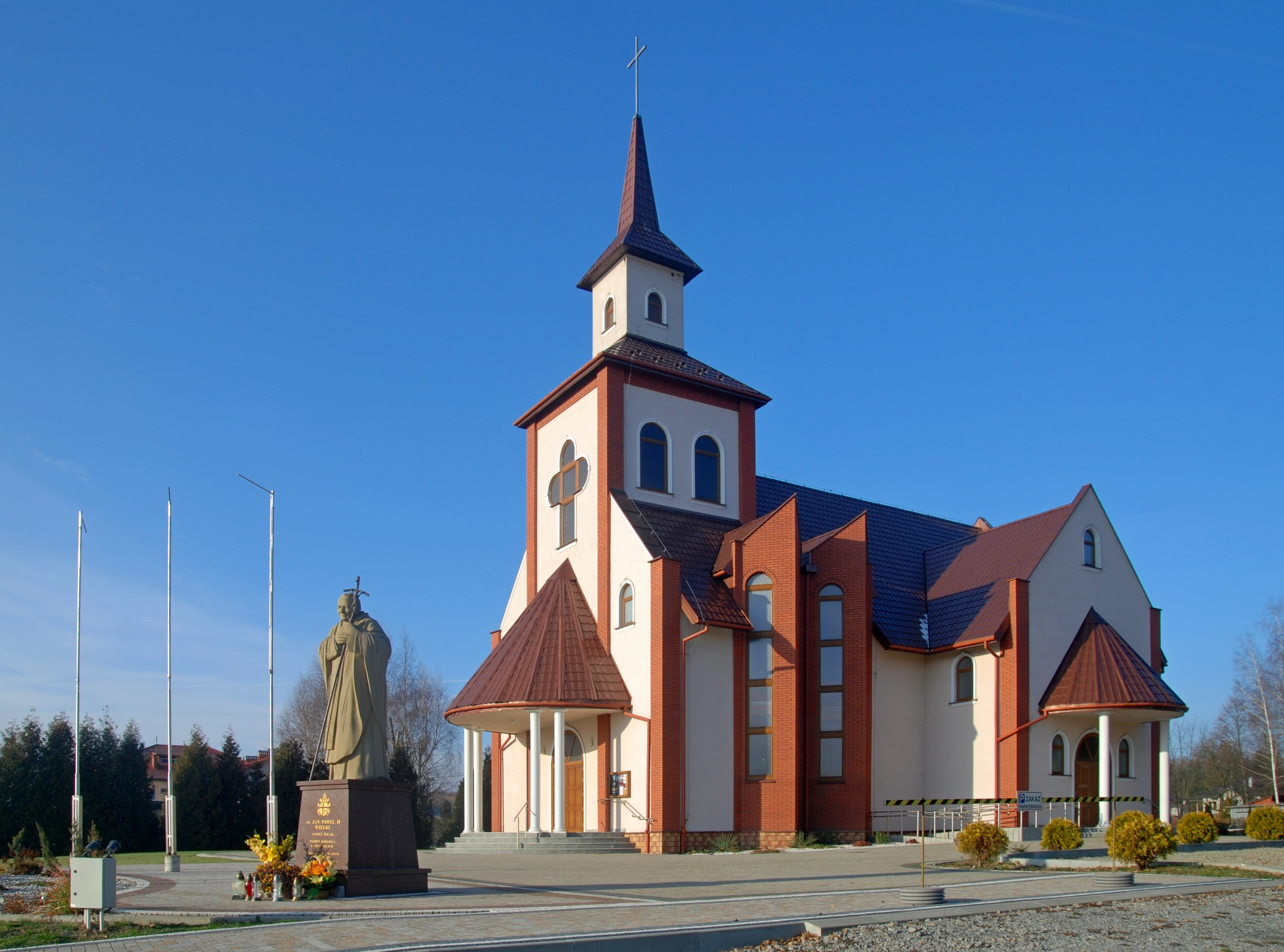
Kościół filialny, widok od strony południowej
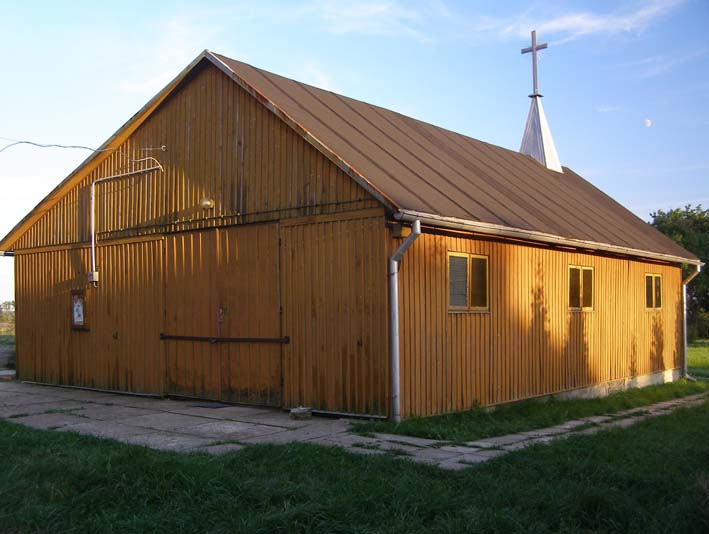
Dawna kaplica
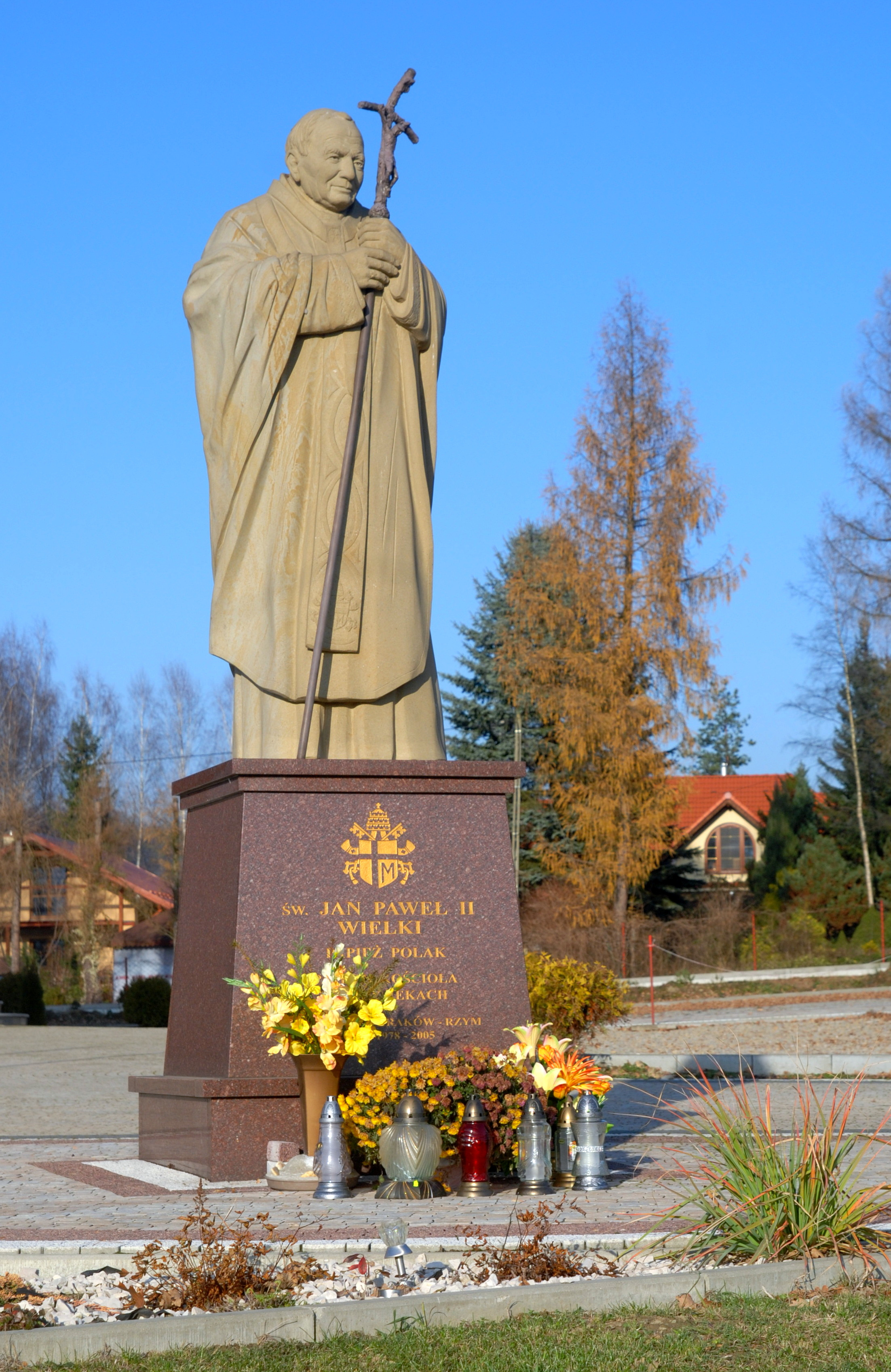
Pomnik Jana Pawła II przed kościołem z 2016
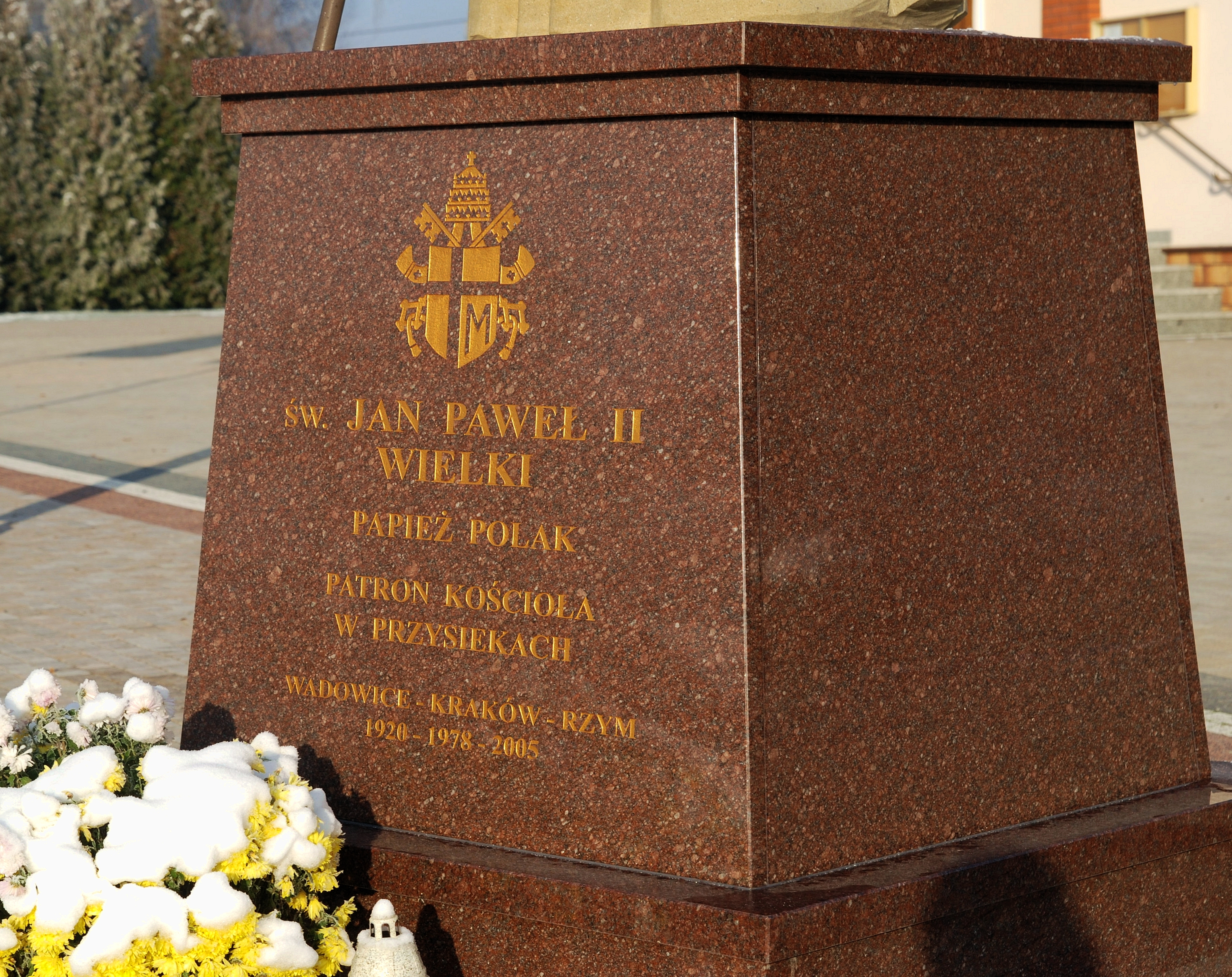
Pomnik Jana Pawła II przed kościołem z 2016
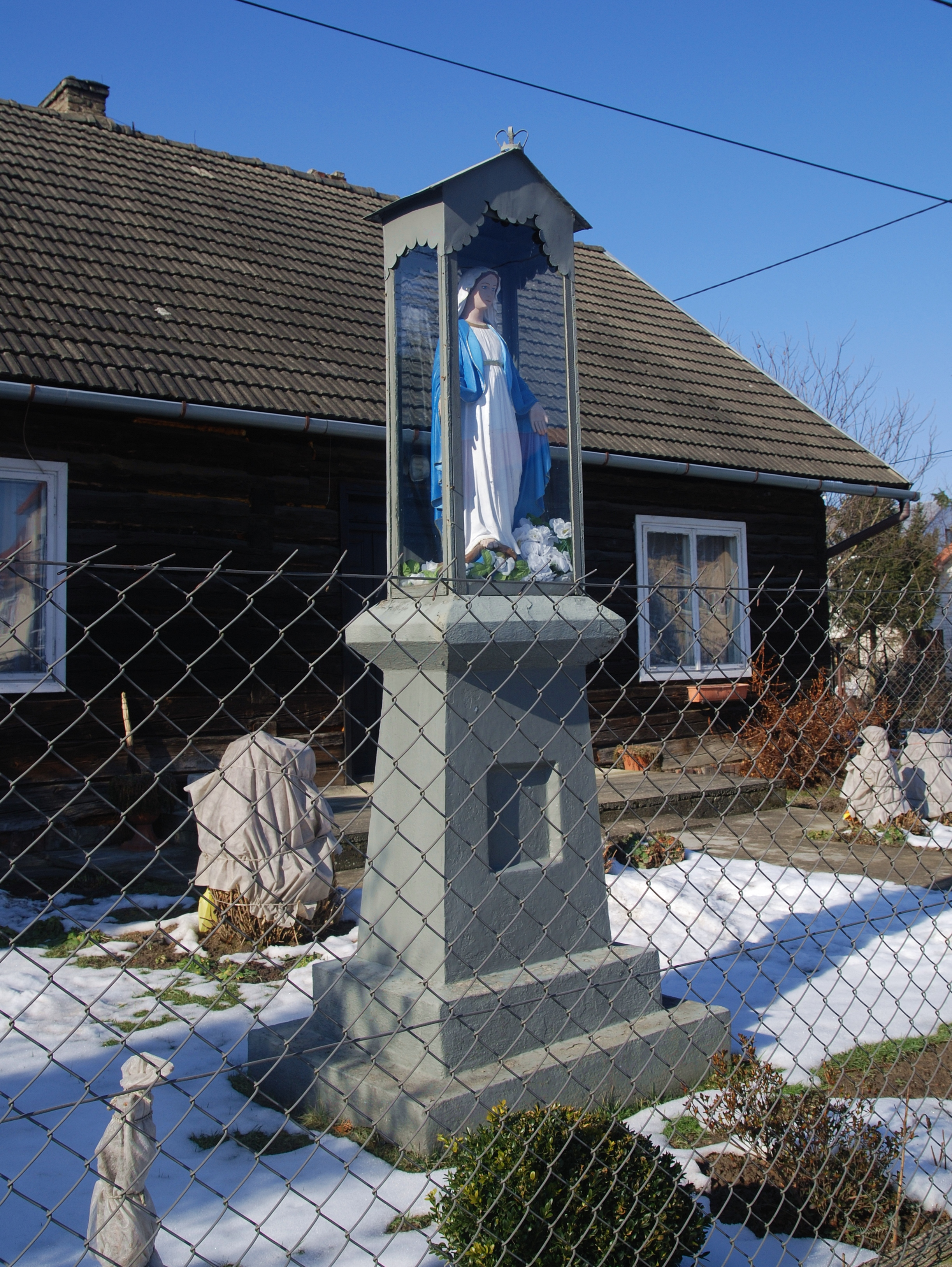
Kapliczka słupowa MB
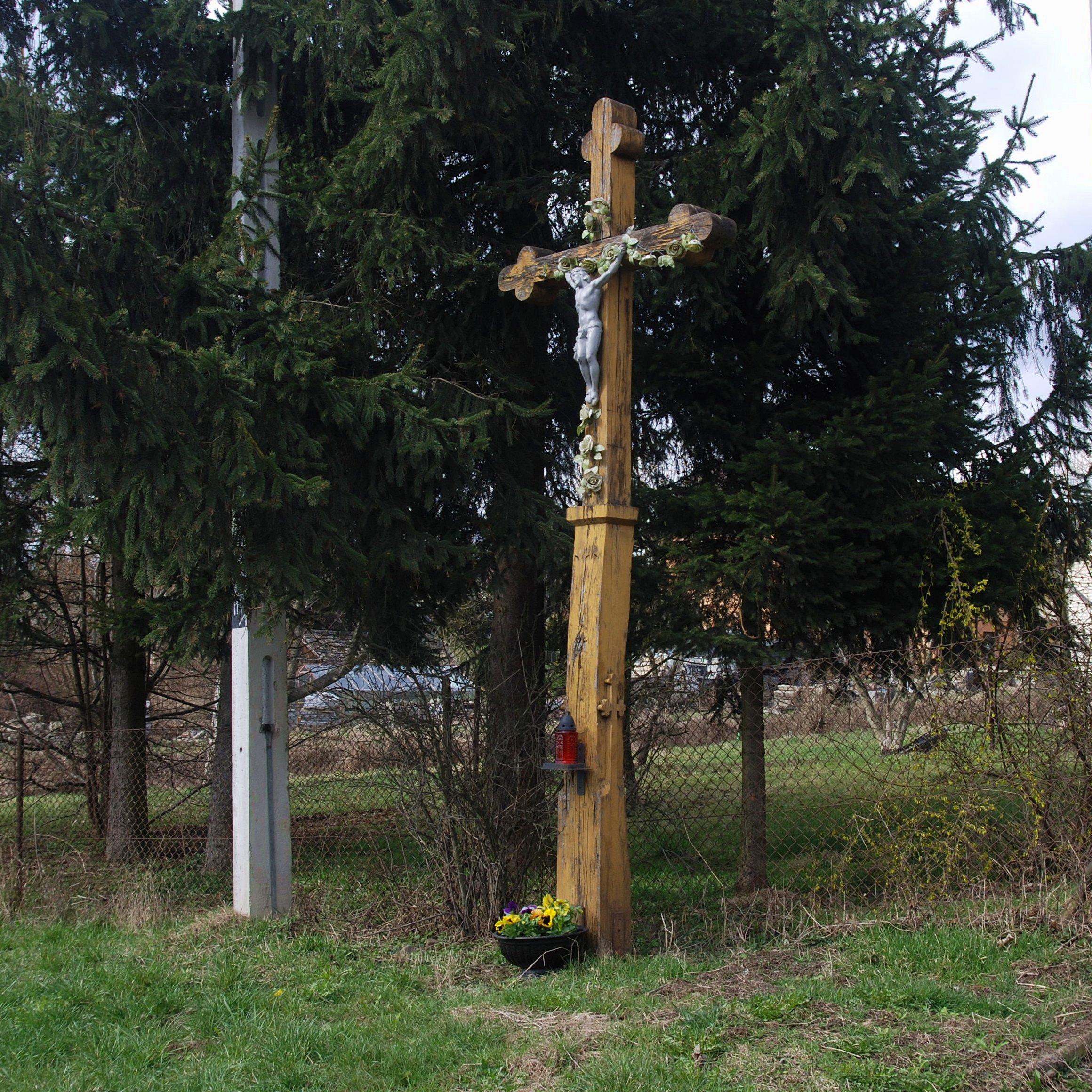
Krzyż przy drodze krajowej

### Zabytki
W Przysiekach znajdują się następujące zabytki prawnie chronione:
- zespół dworski wpisany do rejestru zabytków pod numerem A-119 z dnia 24.05.1988[45] w skład którego wchodzą:
  - murowany dwór z pierwszej połowy XIX w.; w stylu późnoklasycystycznym; od lat 90. XX w. w rękach prywatnych[46],
  - murowana wozownia dworska z lat 1850–1925 (nie istnieje),
  - park z lat 1800–1825.  Osobny artykuł: Dwór w Przysiekach.

Pozostałe zabytki i obiekty historyczne to:
- murowana oficyna dworska z około 1893; zbudowana przez Ottokara Klominka, syna założyciela browaru parowego w Trzcinicy; budynek murowany, parterowy, podpiwniczony o dużych wysokich pokojach; Klominkowie sprzedali go rodzinie Kusiów, którzy wyjechali do Ameryki odstępując dwór Janowi Rączkowskiemu: a z kolei jego rodzina w 2000 sprzedała go obecnemu właścicielowi, który urządził w nim restaurację[33][46][48];
- dworzec kolejowy z toaletami z 1884;  Osobny artykuł: Przysieki (stacja kolejowa).
- drewniany młyn elektryczny z 1925;
- murowana kapliczka św. Jana Nepomucena pochodząca z lat 1800–1850;
- dom datowany na lata 1890–1910;
- kapliczka słupowa z figurką drewnianą Matki Boskiej z 1932[49].

 Zabytki – galeria 

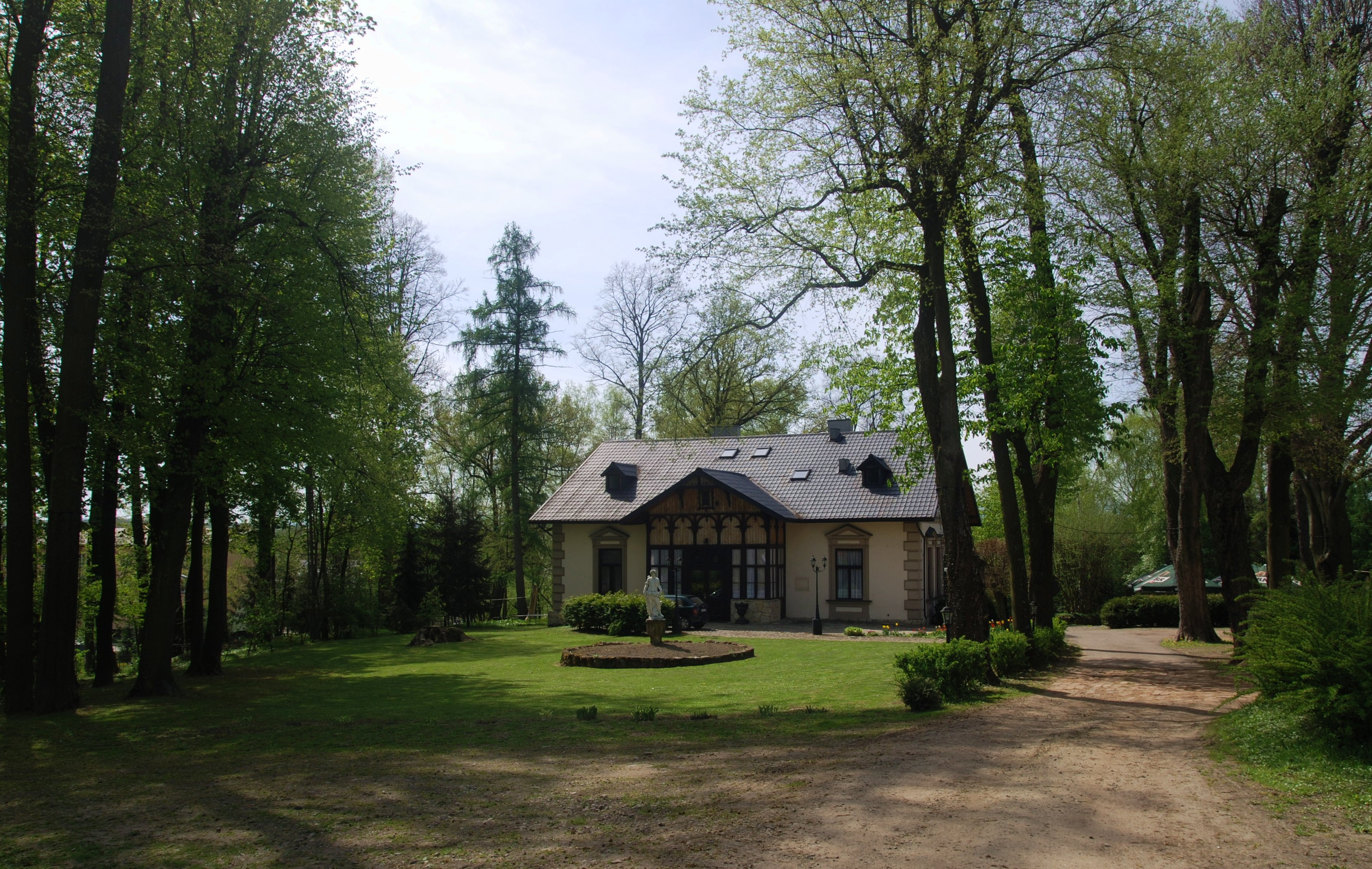
„Dworek” Klominków z XIX wieku, obecnie restauracja
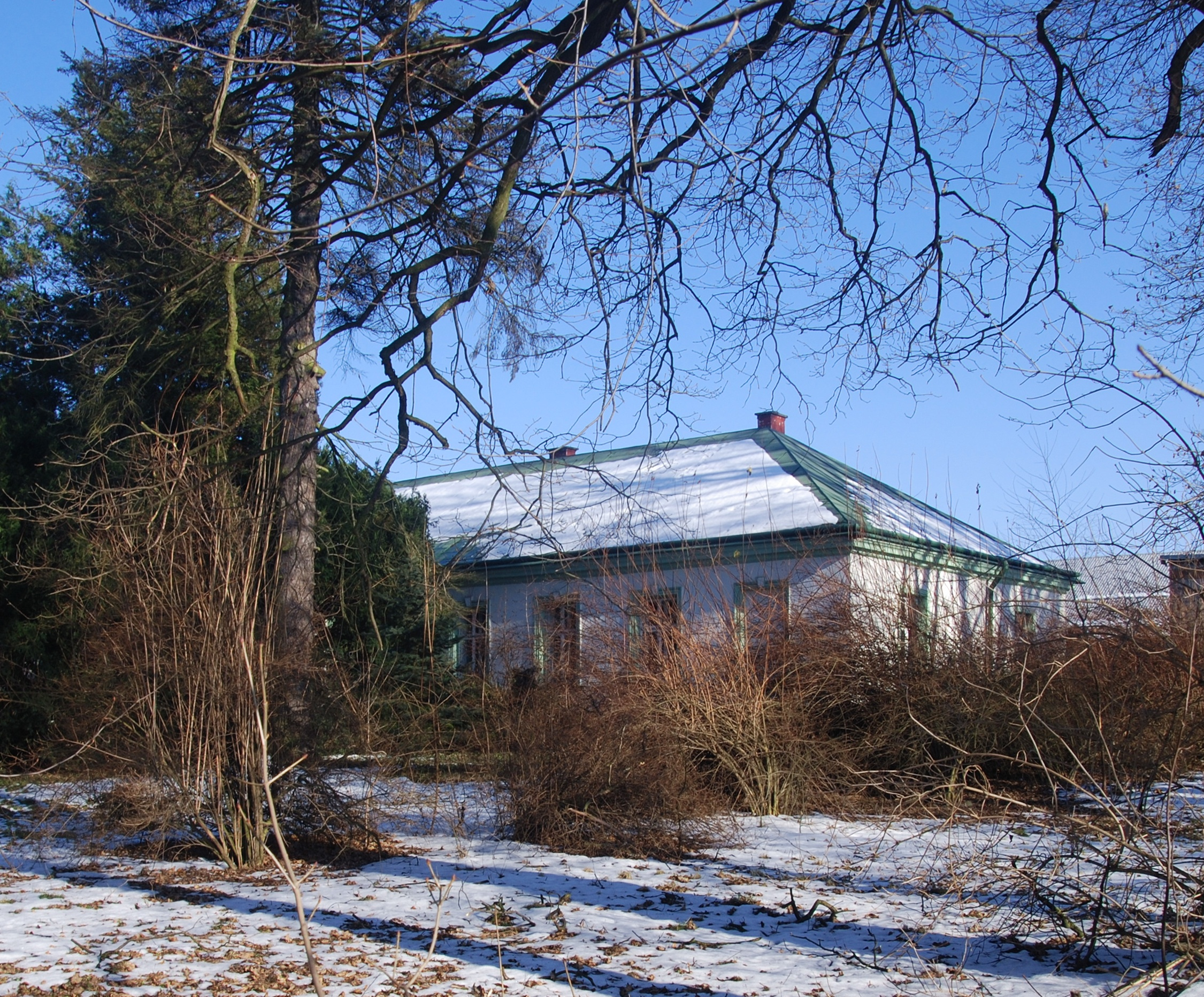
Dwór: widok od strony zachodniej
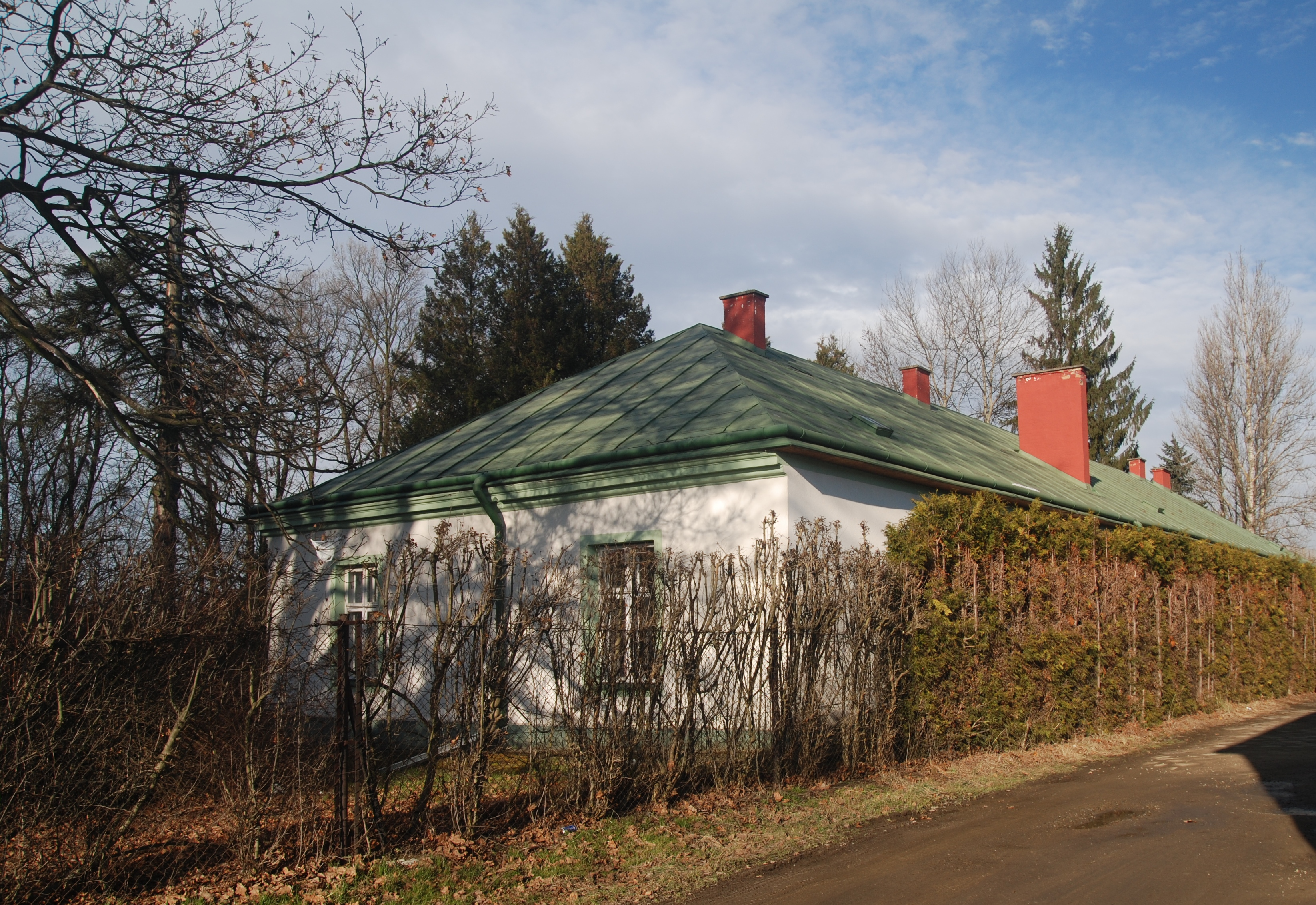
Dwór: widok od strony wschodniej
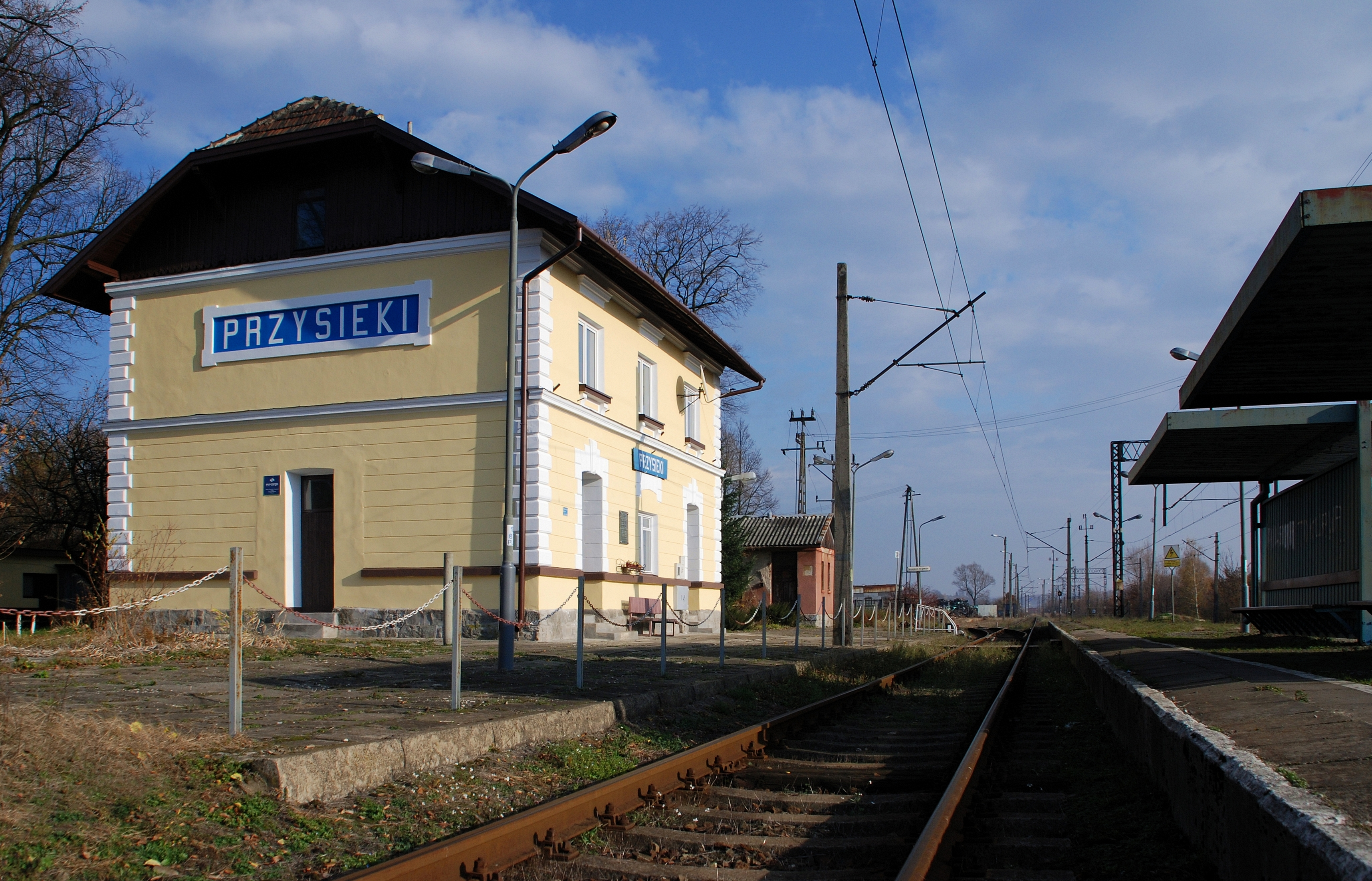
Dworzec kolejowy z toaletami
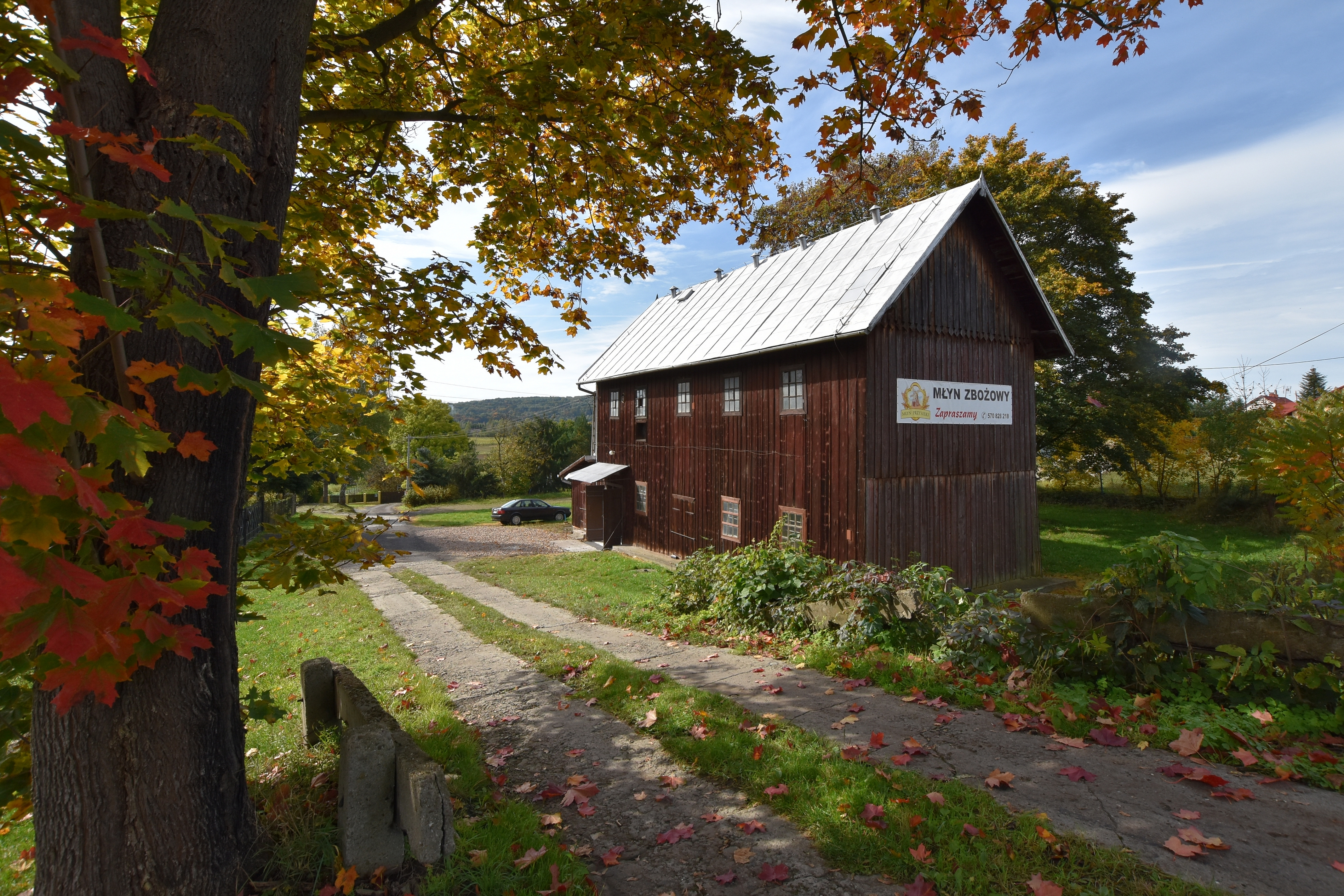
Drewniany młyn elektryczny
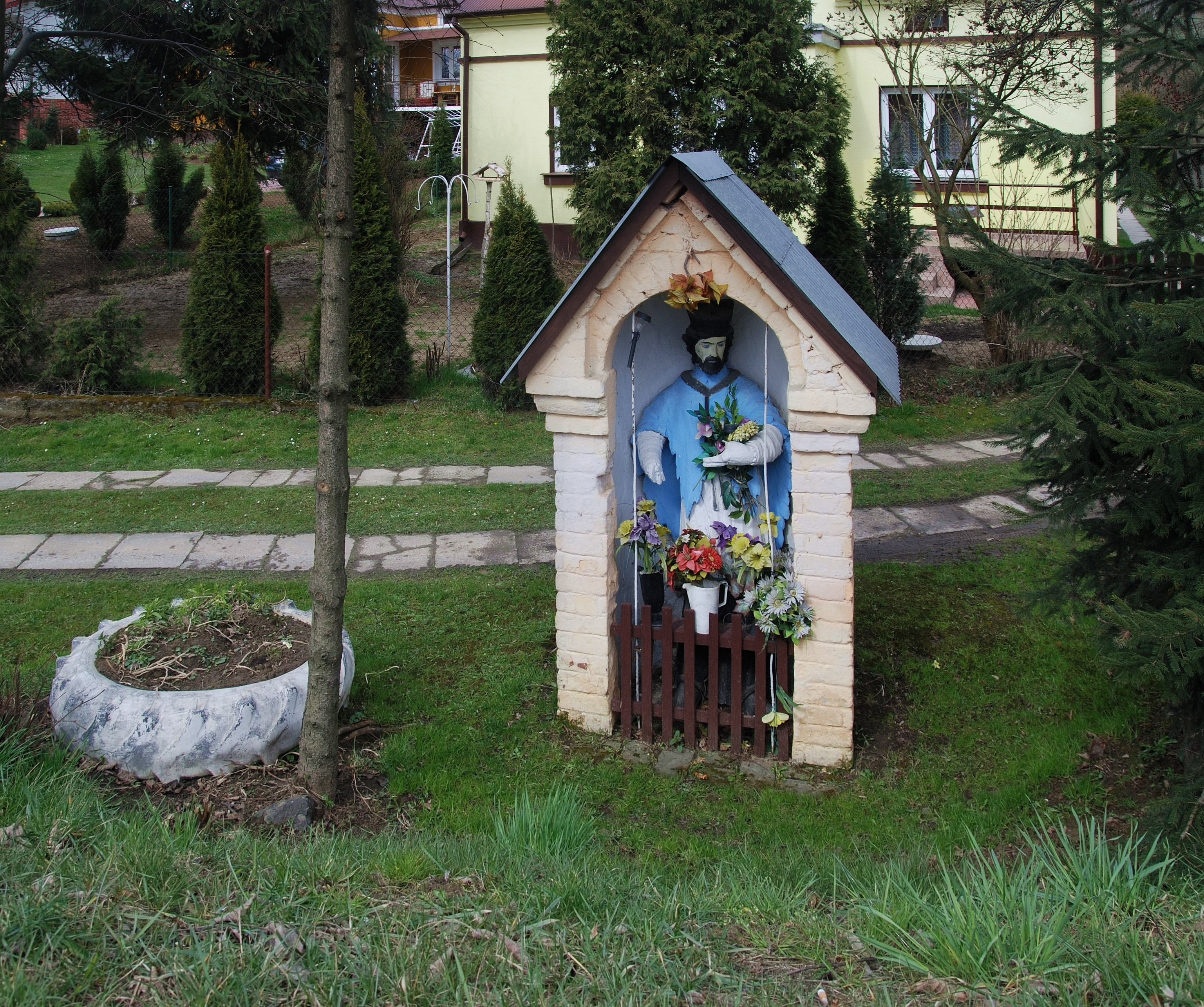
Kapliczka św. Jana Nepomucena

### Turystyka
Przez wieś przebiegają następujące szlaki turystyczne:
- szlak tematyczny Podkarpacki Szlak Winnic utworzony w 2009, na trasie którego znajduje się winnica „Dwie Granice”.

 Szlaki piesze 
- fragment Międzygminnego spacerowego szlaku turystycznego Święcany-Przybówka wytyczonego w 1995, który przebiega przez północną część wsi wzdłuż asfaltowej drogi gminnej Siedliska Sławęcińskie-Trzcinica, długości 2 km,

### Związani z Przysiekami
- Anna Gorajska – pochodzi z Przysiek (ur. 1986); w październiku 2003 wygrała odcinek Szansy na sukces. Absolwentka PWST w Krakowie, obecnie aktorka Teatru Dramatycznego w Warszawie[51]. Ostatnio zagrała jedną z głównych ról w 13-odcinkowym serialu "Dziewczyny ze Lwowa" emitowanym od 6 września 2015 w TVP1.
- Andrzej Kiełtyka – doktor nauk prawnych, wykładowca w Krajowej Szkole Sądownictwa i Prokuratury w Krakowie oraz Katedrze Prawa i Administracji Politechniki Rzeszowskiej, autor wielu opracowań, głównie z dziedziny prawa karnego procesowego, w tym monografii i komentarzy.
- Jan Klominek – w sąsiedniej Trzcinicy (obecnie teren Zespołu Szkół Rolniczych) założył browar parowy i kupił do tego celu około 100 ha gruntu głównie w Przysiekach. Browar funkcjonował w latach 1845-1946 i dawał zatrudnienie wielu mieszkańcom Przysiek[52].
- Marain Konopacki – urodził się w Przysiekach (1925) – artysta rzeźbiarz, absolwent Akademii Sztuk Pięknych w Krakowie (1952), autor pomników, płaskorzeźb, pamiątkowych tablic, medali i sztandarów umieszczonych głównie na terenie Jasła[53].
- Michał Matyas – znany piłkarz i selekcjoner reprezentacji Polski w latach 1950–1952, 1954 oraz 1966–196; w latach 70. XX w. mieszkał w Dworku w Przysiekach.
- Adam Pawluś – prawnik i samorządowiec, działacz opozycji demokratycznej i niepodległościowej w PRL oraz organizacji polonijnych, starosta jasielski od 2016; wychowywał się w Przysiekach[54].
- Aram Shakhbazyan – (1944-2015), rzeźbiarz i metaloplastyk pochodzenia ormiańskiego, twórca licznych prac między innymi stacji drogi krzyżowej na Liwoczu, drzwi do kościoła w Skołyszynie; kilka lat mieszkał i tworzył w Przysiekach.
- Zuzanna Stusowska – najstarsza mieszkanka Polski na początku lat 1970.; urodziła się w Trzcinicy 5 maja 1866 w rodzinie Cetnarów, wyszła za mąż za Antoniego Stusowskiego (1870-1912) i zamieszkali w Przysiekach; wychowali siedmioro dzieci. Zmarła 19 czerwca 1973 i pochowana została na cmentarzu w Sławęcinie[55].
- Jan Wolski – doktor filologii polskiej, nauczyciel akademicki na Wydziale Filologicznym Uniwersytetu Rzeszowskiego, studiował na WSP w Rzeszowie i na Uniwersytecie we Fryburgu, autor książek i opracowań literackich, krytyk literacki – recenzje na łamach między innymi "Nowych Książek", "Akcentu", "Kresów", "Odry", "Twórczości", "Więzi", redaktor i wydawca ogólnopolskiego kwartalnika literackiego "Fraza"[56][57].

### Inne
- W maju 1979 przez Przysieki przejeżdżali kolarze XXXII Wyścigu Pokoju na trasie VII etapu z Nowego Sącza do Rzeszowa (165 km), gdzie na mecie 3. miejsce zajął Czesław Lang, późniejszy wicemistrz olimpijski.
- 6 sierpnia 2009 przez Przysieki prowadził V etap 66. edycji Tour de Polonge, ze Strzyżowa do Krynicy-Zdroju[58].